# Пистолет-пулемёт Томпсона
Пистолет-пулемёт Томпсона (англ. Thompson submachine gun) — американский пистолет-пулемёт, изобретённый в 1918 году Джоном Тальяферро Томпсоном. Свою славу это оружие приобрело во время Сухого закона в США, став самым распространённым и любимым оружием не только среди офицеров полиции, но и членов различных американских преступных группировок. Он стал известен под рядом прозвищ — «Томми/Томми-ган» (англ. Tommy Gun), «Уничтожитель» (англ. Annihilator), «Чикагская пишущая машинка» (англ. Chicago Typewriter), «Чикагское пианино» (англ. Chicago Piano), «Чикаго-стайл» (англ. Chicago Style), «Чикагская шарманка» (англ. Chicago Organ Grinder), «Окопная метла» (англ. Trench Broom), «Окопный чистильщик» (англ. Trench Sweeper), «Крошитель» (англ. The Chopper) и просто «Томпсон» (англ. The Thompson).
«Томпсон» ценился военными, полицией, ФБР и ОПГ за такие достоинства, как эффективный патрон .45 ACP, точность и скорострельность. Среди коллекционеров оружия он приобрёл популярность благодаря своему историческому значению: это оружие прославилось в произведениях популярной культуры, действие которых разворачивается в эпоху Сухого закона в США или Вторую мировую войну, а также стало одним из наиболее популярных в мире. В настоящее время производятся только самозарядные версии «Томпсона» для гражданских лиц компанией Auto-Ordnance, модификации которых соответствуют законодательству США об огнестрельном оружии.

## Разработка

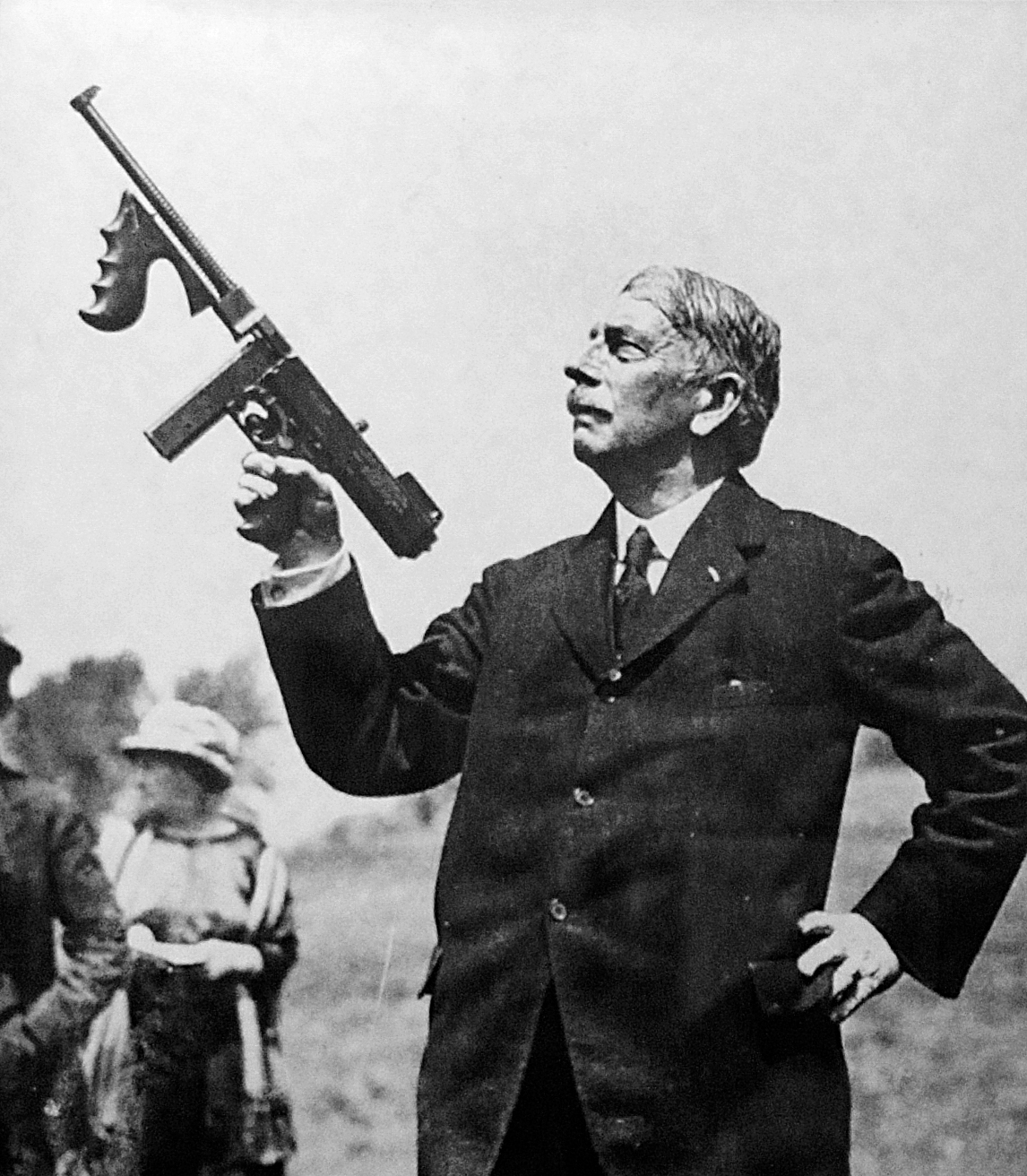
Джон Томпсон с первым образцом своего пистолета-пулемёта

Разработчиком этого пистолета-пулемёта традиционно считается генерал Джон Тальяфферо Томпсон (1860—1940), который работал над оружием, эффективным для «зачистки» траншей и ходов сообщения — оно должно было отличаться от итальянского «лёгкого пулемёта» Beretta M1918 и немецкого «автоматического карабина» MP-18. Первоначально он разработал самозарядную винтовку Thompson Autorifle, которая должна была заменить несколько винтовок, состоявших на вооружении американской армии. В разгар поисков модификации, которая могла бы позволить винтовке функционировать без излишней отдачи ствола или отвода пороховых газов, он случайно узнал о патенте на затвор, выданном в 1915 году офицеру ВМС США Джону Блишу. Затвор Блиша действовал по принципу сцепления наклонённых металлических поверхностей под давлением. Получив финансовую поддержку от Томаса Райана, Томпсон основал компанию Auto-Ordnance Company для производства и сбыта своей новой винтовки. Первоначально она производилась в Кливленде (штат Огайо). В команду разработчиков вошли инженеры Теодор Эйкхофф, Оскар Пэйн и Джордж Голл, разработавшие систему полусвободного затвора.
Осенью 1917 года после долгих трудов появился образец под названием «Принудитель» или «Убеждающий» (англ. Persuader), разработанный под патрон .45 ACP. Питание подавалось не из магазина, а из ленты; приклад отсутствовал, рукоять управления огнём была смещена вперёд так, что передняя часть спусковой скобы вплотную примыкала к магазину, а для лучшей управляемости под стволом располагалась дополнительная рукоятка. Однако к концу 1917 года были обнаружены ограниченные возможности использования затвора Блиша. Он, действуя за счёт силы трения бронзового вкладыша, перемещающегося внутри его остова, не обеспечивал полноценного запирания канала ствола на время выстрела, а лишь замедлял отход затвора в крайне заднее положение, тормозя его в момент выстрела. Это ограничивало диапазон мощности патронов, которые можно было бы использовать в оружии, и единственным подходящим по требованиям был патрон .45 ACP, применявшийся в пистолетах M1911 и схожих револьверах. Выяснилось, что затвор Блиша лучше было бы использовать как свободный затвор с задержкой трения. Томпсон в итоге пересмотрел концепцию своей работы, решив её переделать в «ручной пулемёт для одного человека», который мог бы эффективно использоваться в условиях окопной войны на фронтах Первой мировой войны. Оскар Пэйн доработал внешний вид оружия, создав коробчатый и барабанный магазины. Новый проект был назван «Уничтожитель I» (англ. Annihilator I), а большая часть конструкторских решений была найдена к 1918 году — он уже использовал более практичное магазинное питание и усовершенствованный затвор. Прицел был максимально простым, поскольку, по расчётам Томпсона, огонь из такого оружия лучше было бы вести от бедра.
Томпсон планировал перенастроить оружие под промежуточный патрон, поскольку в системе присутствовало замедление отпирания как резерв на случай перехода к мощному боеприпасу. Однако испытать оружие хоть с каким-либо видом боеприпасов не удалось, поскольку ещё до отправки первой партии прототипов в Европу Первая мировая война закончилась. По некоторым данным, только 11 ноября 1918 года, в день подписания Компьенского перемирия, который стал днём окончания войны, в Нью-Йорк прибыла первая партия оружия, которую планировали отправить в Европу для проверки на фронте. В 1919 году на встрече совета директоров Auto-Ordnance обсуждались перспективы распространения «Уничтожителя» на рынке после окончания войны. Оружие было переименовано в «пистолет-пулемёт Томпсона». В то время как другие образцы подобного скорострельного оружия с теми же целями уже существовали, именно «Томпсон» первым получил официальную классификацию как «пистолет-пулемёт» (англ. submachine gun, буквально «подпулемёт», «более лёгкая разновидность пулемёта» — подобный термин присутствует ныне в американском английском). Томпсон считал, что его оружие может использоваться как автоматическая «окопная метла», которой «выметают» противника из окопов, и делать это намного лучше, чем автоматическая винтовка BAR. Ту же самую идею поддерживали инженеры Германской империи во главе с Теодором Бергманном, который разработал пистолет-пулемёт MP-18, использовавшийся немцами при тактике инфильтрации.

## Применение

### Продажи в США

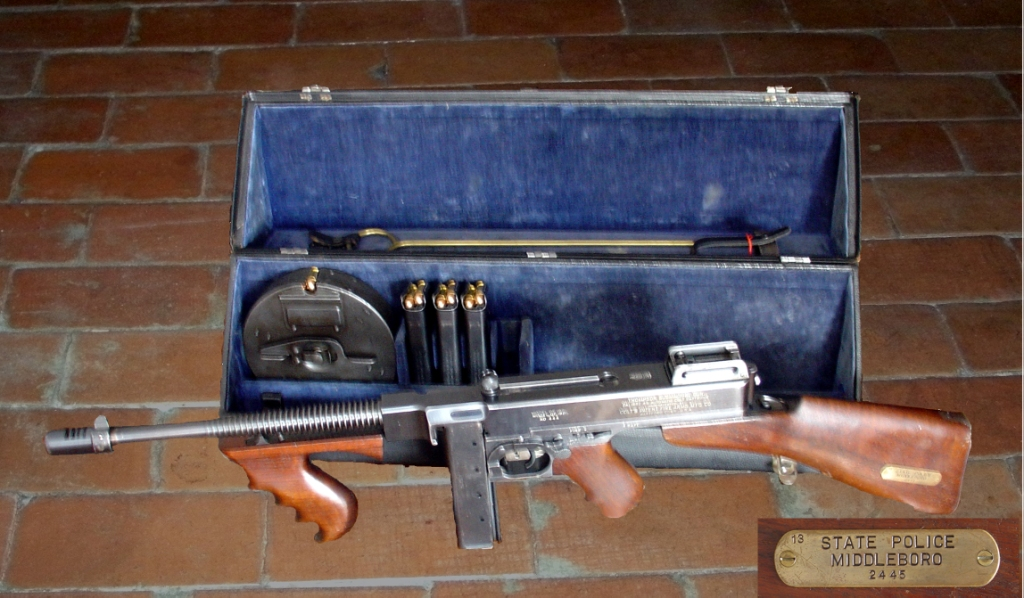
Пистолет-пулемёт Thompson 1921AC с футляром полицейской версии

«Томпсон» поступил в серийную продажу под именем M1921 (производился компанией Colt), получив привычное оформление: ствол с поперечными рёбрами охлаждения у основания, передняя пистолетная рукоятка, съёмный деревянный приклад и секторный прицел с диоптрическим целиком, рассчитанный на стрельбу примерно до 550 м. На гражданском рынке предлагался именно такой вариант с коробчатыми магазинами на 20 и 30 патронов и барабанными на 50 и 100 патронов. Однако он стоил от 200 долларов США, что по тем временам было большими деньгами и не способствовало продажам — стоимость «Томми-гана» в переводе на современные деньги составляла около 19500 долларов США (using the nominal GDP per capita), тогда как легковой автомобиль Ford Model A был всего в два раза дороже «Томпсона». Служба почтовой инспекции США и Корпус морской пехоты США (перед вторжением в Никарагуа в 1927 году) первыми начали закупать это оружие в небольших количествах, причём почтальоны использовали его для защиты от грабителей; аналогично морские пехотинцы использовали это оружие для охраны судов, принадлежавших Службе почтовой инспекции. Позже последовали закупки оружия полицией нескольких штатов и Береговой охраной США, а также начался экспорт оружия в Центральную и Южную Америку. Морские пехотинцы США применяли это оружие в Банановых войнах и во время гражданской войны в Китае. В частности, оказалось, что это оружие идеально подходило для защиты точечных объектов и для борьбы против засад никарагуанских партизан. Было обнаружено, что звено из четырёх человек, вооружённых пистолетами-пулемётами Томпсона, по своей эффективности равнялось отряду из девяти солдат с винтовками. Серьёзными недостатками Томпсона были его масса, низкая точность на дистанции более 45 м и недостаточная пробивная мощность патрона 45 калибра.

### Вооружённые силы стран мира

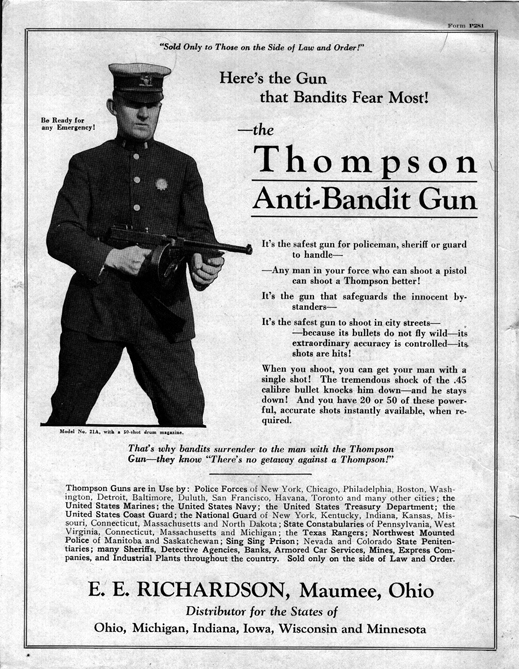
Реклама пистолета-пулемёта Томпсона как оружия полиции

Депутат Палаты представителей Ирландской Республики Гарри Боланд был одним из тех, кто приобрёл «Томпсоны» для нужд Ирландской республиканской армии — впервые их испытала Западно-Коркская бригада ИРА под командованием Том Барри в присутствии Майкла Коллинза. Всего было закуплено 653 единицы, однако 495 из них было изъято в июне 1921 года нью-йоркской таможней. То, что не было конфисковано, попало в руки ИРА транзитом через Ливерпуль и использовалось в последний месяц войны за независимость Ирландии. После заключения перемирия с британцами в июле 1921 года ИРА вывезла в Ирландию ещё партию «Томпсонов», которые применяла в последующей гражданской войне. Эффективность их была невысокой: серьёзные потери от огня из «Томпсонов» составили только в 32 % случаев применения этого оружия.
В 1923 году был создан вариант для Армии США под названием М1923, имевший длинный ствол, штык и немного упрощённую конструкцию, а также использовавший специальный более мощный патрон .45 ACP. Однако в Армии идея такого оружия долгое время оставалась невостребованной: отчасти из-за низкого финансирования, отчасти из-за меньшей эффективности по сравнению с BAR 1918 или немецким аналогичным оружием. В 1926 году к модификации M1921 выпустили компенсатор (дульный тормоз) Каттса, и новую модификацию зарегистрировали как M1921AC, позже ставшую известной как M1928 Navy Model. Стоимость такого оружия составляла 200 долларов США, а стандартного образца M1921A — 175 долларов США. С 1928 года в связи с участившимся применением оружия гангстерами выпуском стали заведовать исключительно федеральные лаборатории США, получив право на контроль за продажей оружия от его фирмы-производителя — Auto Ordnance Corporation. Стоимость пистолета-пулемёта составляла 225 долларов США тех лет (около 21 900 долларов в 2018 году) при стоимости барабанного магазина на 50 патронов в 5 долларов США и коробчатого 20-патронного магазина в 3 доллара. В 1930 году пистолет-пулемёт Томпсона признали оружием ограниченного стандарта в кавалерийских частях, а также вооружили им экипаж бронемашин, но только в 1936 году это оружие стало обязательным для кавалерии, а в 1938 году было официально принято во всей Армии США.
Ограниченное использование M1928 не позволяло выявить все потенциальные возможности оружия. В 1921—1939 годах было выпущено всего 20000 единиц, причём подавляющая их часть — 18600 экземпляров — были экспортированы. Так, Китайская Республика приобрела часть «Томпсонов» для борьбы против японской армии, а позже стала производить копии для своих войск (в Китае производство в 1930-е годы наладила компания «Арсенал Тайюань» для нужд войск генерала Яня Сишаня). В 1933 году оружие применялось в ходе Чакской войны и показало себя превосходно в бою в замкнутом пространстве — 13 солдат вооружённых сил Парагвая, вооружённых «Томпсонами», во время обороны форта сдерживали несколько минут отряд из более чем 100 бойцов, убив 38 противников (в том числе 21 в помещениях форта) и потеряв одного убитым и трёх ранеными. В 1924 году партия «Томпсонов» M1921 попала в СССР через Мексику и была принята как «ручные пулемёты Томпсона» на вооружение ОГПУ и пограничными войсками, которые использовали оружие для ликвидации банд басмачей. В Великобритании пистолет-пулемёт производился фирмой Birmingham Small Arms Company (BSA) под именем BSA 1926 и отличался другим набором калибров (в том числе и под 7,62 × 25 мм), однако производство прекратилось из-за неудачного эксперимента инженеров — они решили убрать рукоятку управления огнём и сдвинуть спусковую скобу к задней стенке ствольной коробки, а также добавить приклад, скопированный с ложи винтовки Lee-Enfield, но из-за этого оружие стало крупнее и тяжелее, а его баланс значительно ухудшился.

### Оружие гангстеров

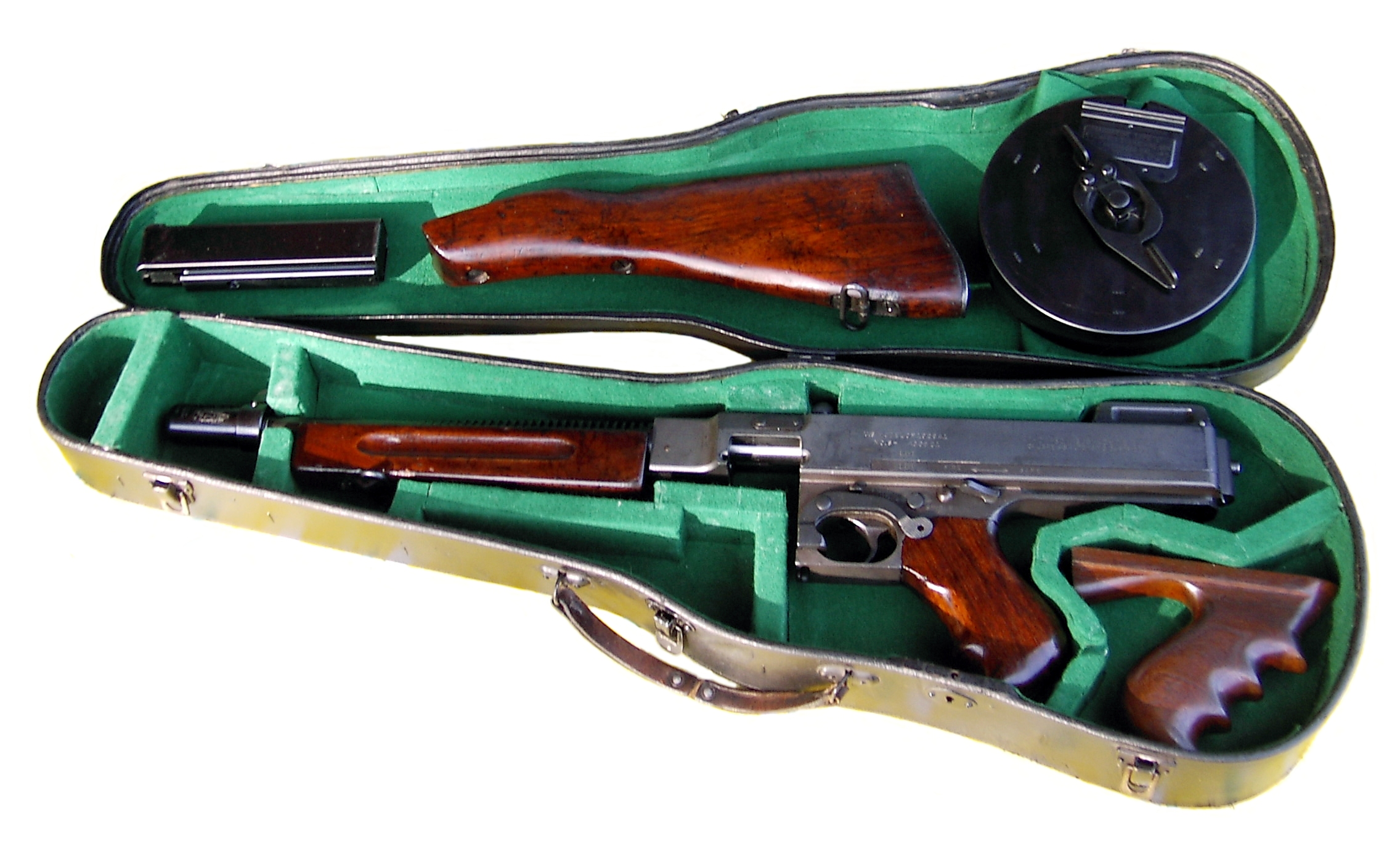
Гангстерский «Томпсон», спрятанный в футляре для скрипки

Пистолет-пулемёт Томпсона снискал свою известность (преимущественно печальную) в эпоху Сухого закона в США и во время Великой депрессии, поскольку стал любимым оружием гангстеров, высоко оценивших его огромную скорострельность и мощность. Экранизации бойни в день Святого Валентина, снятые в Голливуде, закрепили за «Томпсоном» статус оружия гангстеров. Два экземпляра, которые применялись в бойне, и поныне находятся в распоряжении шерифа округа Беррайн. Один из историков назвал «Томпсон» оружием, которое «заставило двадцатые в буквальном смысле реветь».
Разные преступные группировки (ирландские, еврейские, итальянские, турецкие и др.) использовали это оружие, уничтожая из него всех своих противников — как конкурирующие банды, так полицейских и попадавших под огонь случайных гражданских. Бульварная пресса придумала множество названий для нового оружия, среди которых были «Дьявольская машина смерти», «Великий помощник в деле процветания бизнеса» и «Чикагская пишущая машинка» (за характерный звук при стрельбе). Сами же мафиози называли его «Томми-ган». В частности, известны следующие вооружённые нападения с применением «Томпсона»:
- 25 сентября 1925 года в Чикаго было совершено первое нападение с применением «Томпсона». На перекрёстке 63-й улицы и Западного авеню недалеко от аптеки Джей-Джей Вайсса находившиеся за рулём автомобиля типа «седан» Фрэнк Макэрлейн и Джо «Поляк» Салтис открыли огонь по своему заклятому врагу, Эдварду «Спайку» О’Доннеллу, лидеру чикагской банды О’Доннеллов. О’Доннелл чудом уцелел, бросившись на землю и прикрыв своим телом находившегося рядом маленького мальчика. Макэрлейн пытался также пристрелить своего врага из ружья, но промахнулся. Позднее на О’Доннелла предпринимались ещё несколько покушений с применением разного огнестрельного оружия, но всякий раз он чудом оставался цел и невредим[48].
- 14 февраля 1929 года в Чикаго прогремела известная в преступном мире бойня в день Святого Валентина. Известный гангстер Аль Капоне приказал своим людям избавиться от конкурирующей банды Багса Морана. Четверо его людей прибыли в гараж в доме 2122 по улице Норт-Кларк[49][50]: двое из них были одеты в полицейскую форму, двое других — в деловые костюмы и пальто. Вооружённые пистолетами-пулемётами Томпсона, эти четверо схватили семерых людей из банды Морана и обезоружили якобы для обыска, после чего расстреляли всех семерых. Погибли братья Питер[англ.] и Фрэнк Газенберги[англ.], заместитель Морана в банде Альберт Качеллек[англ.][51], бухгалтер банды Адам Хайер[52], продавец в магазине оптики Рейнхард Швиммер[53], «чистильщик» Альберт Вайншанк[54] (по ошибке был принят за Багса Морана)[55] и автомеханик Джон Мэй[55].
- 17 июня 1933 года грабителем Чарльзом Артуром Флойдом по кличке «Красавчик» и его двумя сообщниками — Верноном Миллером[англ.] и Адамом Ричетти — было совершено вооружённое нападение на полицейских у станции Канзас-Сити, что вошло в историю как бойня в Канзас-Сити[англ.]. В результате перестрелки, длившейся всего полминуты, из «Томми-ганов» были убиты мгновенно офицеры полиции У. Дж. Грумс и Фрэнк Хермансон (погибли первыми), агент ФБР Рэймонд Джей Кэффри (ранение в голову), перевозимый в полицейской машине известный грабитель банков Фрэнк Нэш[англ.] и начальник полиции Оклахомы Отто Рид. Несколько машин были изрешечены пулями. В бойне выжили агенты Фрэнк Смит и Ф. Джозеф Лэки, а также специальный агент Р. Э. Веттерли, которые сообщили, что нападавших было трое или четверо[56]. После случившегося ФБР приобрело большую партию пистолетов-пулемётов, чтобы иметь возможность противостоять гангстерам[42].
- 27 ноября 1934 года гангстер Малыш Нельсон (Лестер Джозеф Джиллис) завязал перестрелку в Баррингтоне[англ.] (городок недалеко от Чикаго) против ФБР, в ходе которой убил двоих федеральных агентов Хермана «Эда» Холлиса[англ.][57] и Сэмюэла Паркинсона Коули[англ.][58][59], но и сам был убит, получив 17 ранений от пуль .45 ACP[60].

## Вторая мировая война

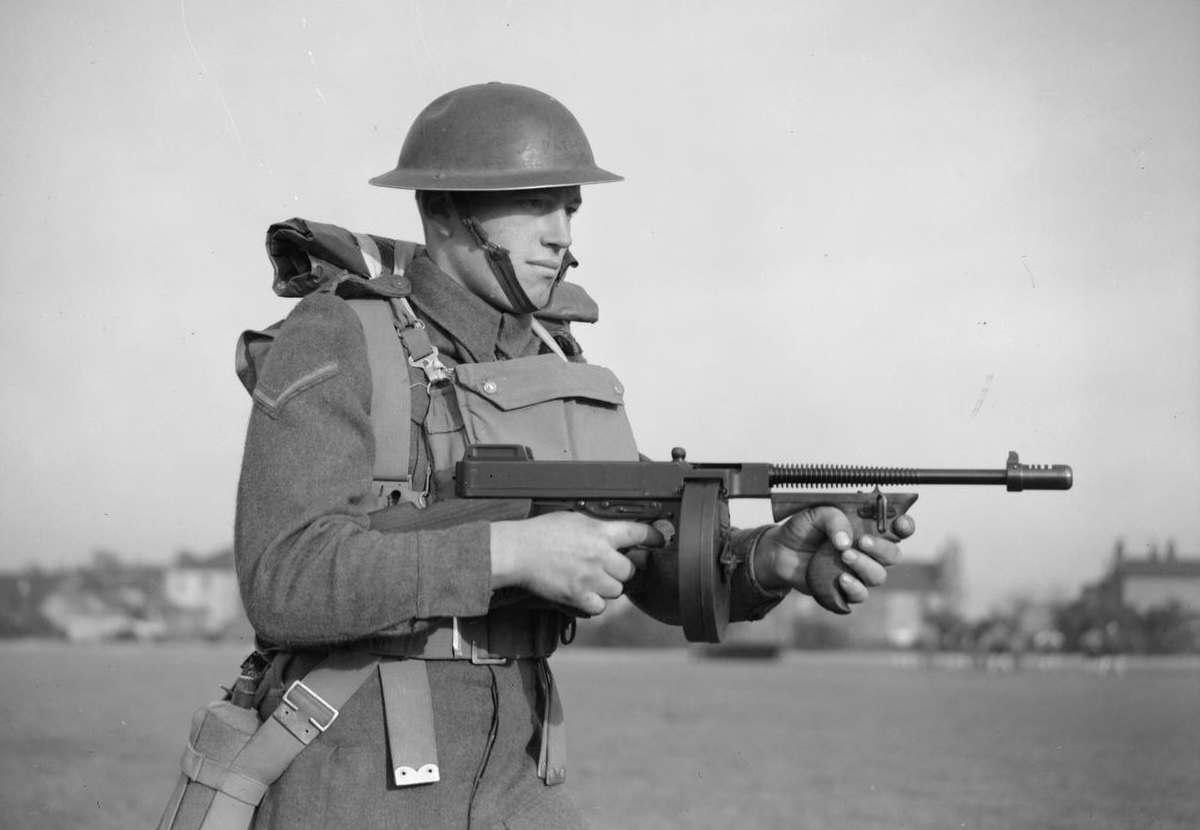
Капрал Восточно-Суррейского полка Британской армии с пистолетом-пулемётом образца 1928 года с барабанным магазином, 25 ноября 1940 года

### Общая характеристика производства оружия
В сентябре 1938 года пистолет-пулемёт Томпсона официально был принят на вооружение Армией США, пройдя в итоге всю Вторую мировую войну. В годы войны появились два наиболее известных его варианта:
- M1928A1 — совместим как с коробчатыми, так и с дисковыми магазинами; имел компенсатор Каттса и рёбра охлаждения на стволе; принцип работы — свободный затвор с задержкой; особенности конструкции — затворная рукоять на верхней части ствольной коробки, сложный рамочный прицел, деревянное цевьё вместо передней пистолетной рукоятки.
- M1 и M1A1 — ствол без рёбер охлаждения, упрощённый постоянный прицел; совместим только с коробчатыми магазинами на 20 и 30 патронов; прямой свободный затвор, затворная рукоять справа[61][62].

В связи с нехваткой производственных мощностей Великобритании и Франции, а также нежеланием затягивать время крупносерийного производства собственного оружия, британцы и французы стали массово закупать в 1939 году модели «Томпсона». Франция заказала в ноябре 1939 года 3750 экземпляров, в марте 1940 года — ещё 3 тысячи, однако американцы не успели доставить оружие, поскольку Франция к тому моменту капитулировала. С февраля 1940 года закупки стала осуществлять Великобритания, и всего до конца войны британцы приобрели 107500 экземпляров. В декабре 1940 года заказ на 20450 пистолетов-пулемётов поступил и от Армии США: производство новых моделей вела компания Savage Arms, поскольку компания Colt отказалась от производства, ссылаясь на то, что подобное оружие чаще оказывалось у гангстеров, а не у военных или полиции.
В связи со стремительным ростом числа и качества единиц бронетехники, а также численного состава мотопехоты пистолет-пулемёт Томпсона стал незаменимым оружием — неудобным, но эффективным на небольших дистанциях. В августе 1941 года американцы, изучив опыт начального этапа Второй мировой войны и советско-финской войны, заказали 319 тысяч экземпляров. В феврале 1942 года был произведён 500-тысячный по счёту экземпляр, а к концу войны насчитывалось уже от 1,5 до 1,75 млн произведённых экземпляров подобного оружия. Производство пистолетов-пулемётов всех моделей и модификаций осуществлялось по лицензии следующими американскими предприятиями (образцы с серийными номерами от 1 до 15,040):
Довоенные годы (до 1938)
- Warner & Swasey Company[англ.] (Кливленд, Огайо)
- Colt’s Patent Fire Arms Co. (Хартфорд, Коннектикут)
- Birmingham Small Arms Company[англ.] (Бирмингем, Западный Мидленд)
- Auto-Ordnance Company[англ.] (Бриджпорт, Коннектикут)

Период войны (с 1938 года до завершения производства)
- Savage Arms Company (Уэстфилд, Массачусетс)
- Auto-Ordnance Company (Бриджпорт, Коннектикут и Уэст-Хёрли, Нью-Йорк).

### Развитие магазинов

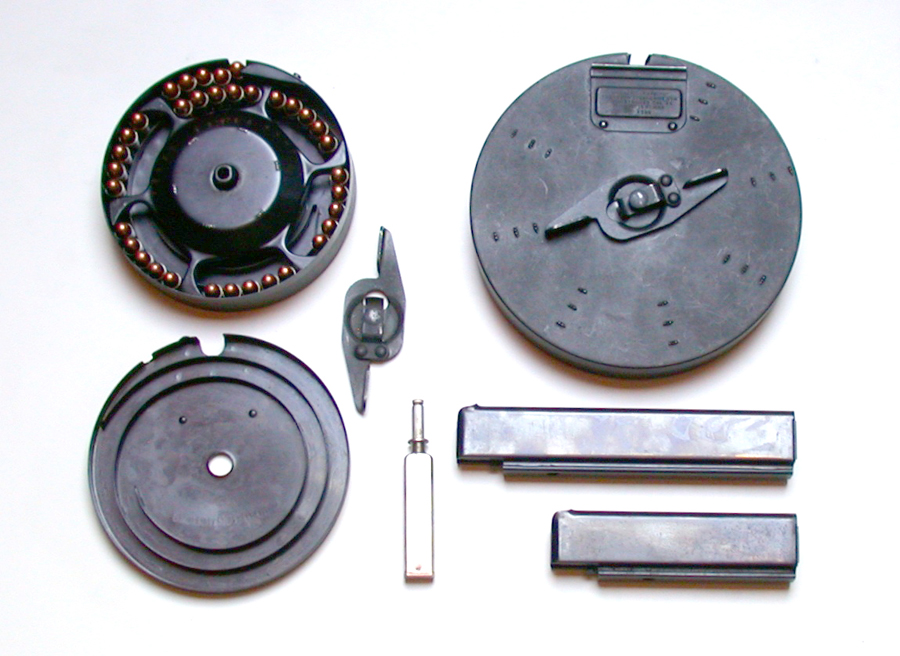
Барабанный и коробчатые магазины разной ёмкости для пистолета-пулемёта Томпсона

Если военнослужащие Армии США подвергали критике пистолет-пулемёт скорее за неудобные дисковые магазины на 50 патронов, то британским военным не понравилось ещё больше особенностей оружия — слишком большая масса, грохочущий звук выстрела и постоянное заедание при вставке дискового магазина или перезарядке оружия. Вследствие этого британцы отправляли в США обратно огромные количества пистолетов-пулемётов в обмен на магазины для них. Более удобным был коробчатый магазин на 20-патронов — лёгкий, маленький, не издававший неприятных звуков и не стеснявший движений. Его удобно было вставлять в окно ствольной коробки при закрытом затворе и вытаскивать — тем самым можно было легче и быстрее перезарядить оружие в случае осечки, а пустой магазин легче было заполнять дополнительными патронами. Однако поскольку вместимость магазина была небольшой, бойцы часто брали два магазина, которых можно было склеить лентой — так появился «сдвоенный магазин», позволявший быстрее перезаряжать оружие и вести непрерывный огонь.
6 декабря 1941 года в Форт-Ноксе на стрельбище были протестированы два дополнительных варианта — расширенный магазин на 30 патронов и два совмещённых магазина на 20 патронов (последнее применялось и при испытании пистолета-пулемёта UD M42). По итогам испытаний магазин на 30 патронов был принят в качестве стандартного.
Магазины для пистолета-пулемёта Томпсона снаряжались патронами .45 ACP. Коробчатый магазин на 20 патронов весил 177 г, барабанный на 50 патронов — 1180 г, а на 100 патронов — 1715 г. Вес патрона составлял 21 г (в том числе пуля — 19,96 г), начальная скорость полёта составляла 280 м/с. Также предлагались патроны с пулей весом 14,92 г и её начальной скоростью 390 м/с. Однако вес патрона и крутая траектория летящей пули были серьёзными недостатками оружия.

### Вариант M1

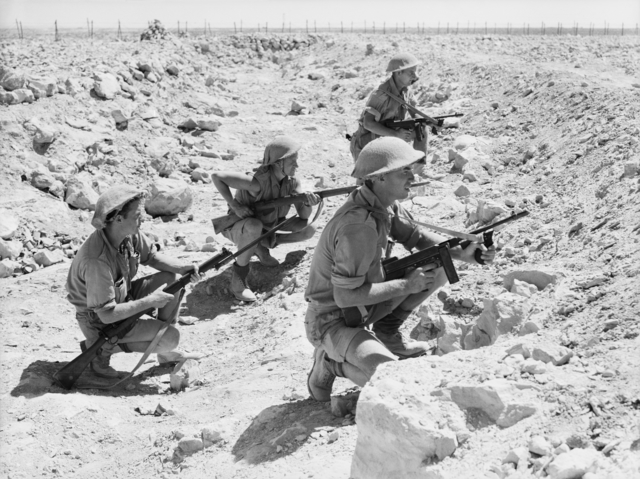
Австралийские солдаты с пистолетами-пулемётами Томпсона под Тобруком, 9 сентября 1941 года

Компания Savage Arms занималась разработкой модификаций для M1928A1, упрощавших саму конструкцию оружия, и в феврале 1942 года был представлен доработанный её инженерами совместно с коллегами из Auto-Ordnance Company вариант M1 Thompson, который был протестирован на полигоне Абердин в марте и принят на вооружение в апреле. Производство осуществляли те же компании Savage Arms и Auto-Ordnance Company. Автоматика оружия основывалась на свободном затворе, а на стволе не устанавливался компенсатор; рукоятка затвора находилась не сверху ствольной коробки, а справа. Питание осуществлялось исключительно коробчатыми магазинами на 20 и 30 патронов. Необходимость обработки всех деталей на металлорежущем оборудовании не давала возможности нарастить объём производства нового варианта, поэтому для упрощения производства некоторые детали стали производиться методом ковки с дальнейшей обработкой на металлорежущих станках. Ствол выпускался без рёбер охлаждения с гладкой наружной поверхностью. Упрощение конструкции оружия позволило довести общее производство «Томпсонов» до 90 тыс. шт. в месяц. В конце 1942 года появился и вариант M1A1, который имел неподвижный ударник в чашечке затвора, а его ударно-спусковой механизм мог вести только непрерывный огонь. Диоптрический прицел (постоянный, упрощённый) позволял вести стрельбу почти на 90 метров.

### Боевое применение

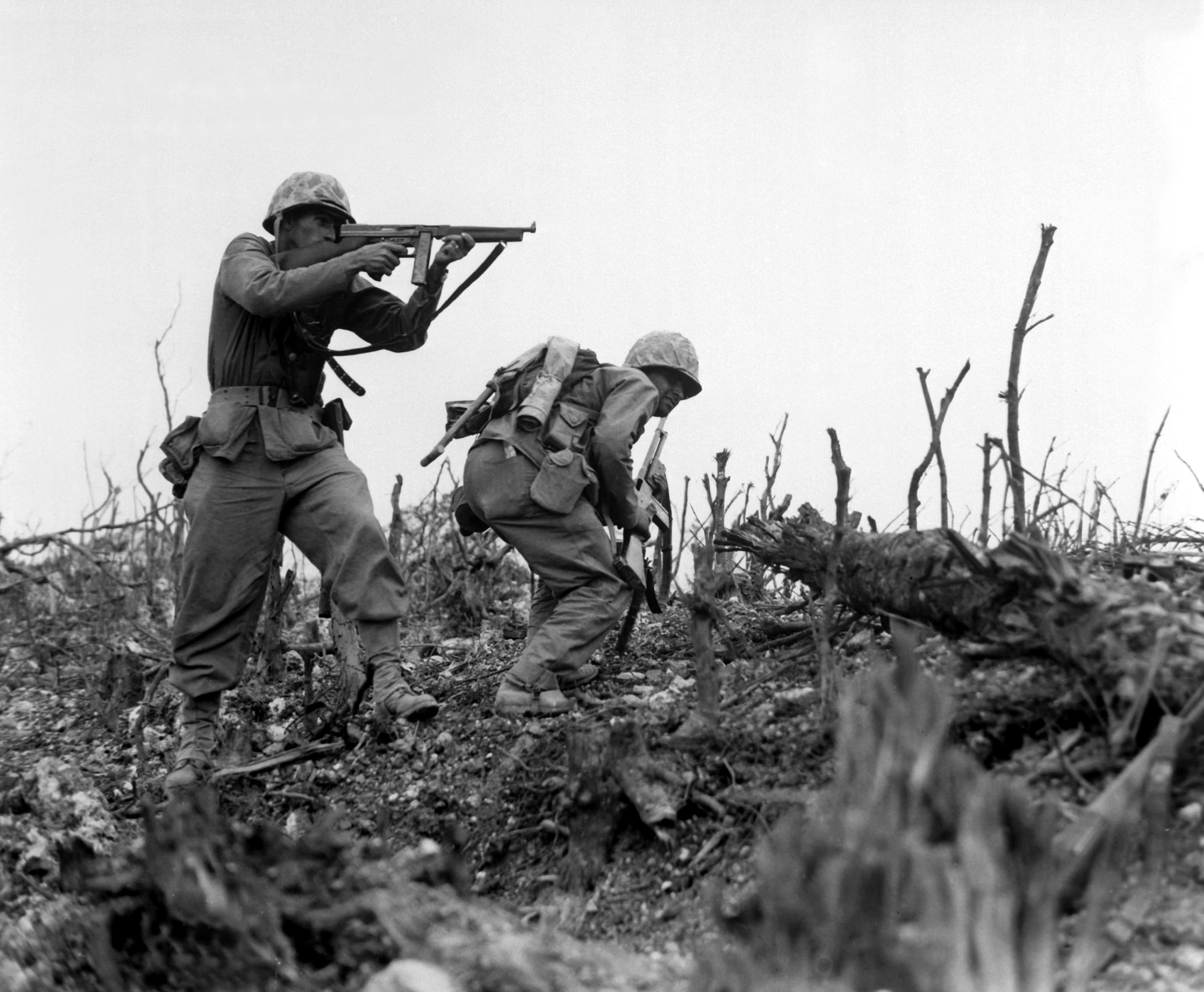
Сержант Корпуса морской пехоты США Джон Уисбур Бартлетт ведёт огонь по японским позициям из M1 Thompson в битве за Окинаву

Во время Второй мировой войны пистолет-пулемёт Томпсона был оружием разведчиков, младшего командного состава (капралов и сержантов), командиров патрулей, офицеров, экипажей бронетехники и разведывательно-диверсионных отрядов. На Европейском театре военных действий оружие применялось британскими и канадскими войсками, в том числе отрядами коммандос, а также американскими парашютными частями и батальонами рейнджеров Армии США. Все вышеперечисленные подразделения применяли его намного чаще, чем части линейной пехоты, благодаря высокой скорострельности и убойности, эффективных в бою на ближних дистанциях и удобных для войск специального назначения. Парашютисты и британские военные полицейские использовали «Томпсон» как основное оружие при патрулировании и зачистке территории в тылу врага, забирая его на время у миномётных расчётов. Оружие хорошо себя проявило в городских боях во Франции во время продвижения союзных войск. Подобное оружие производилось и в Швеции под названием Kulsprutepistol m/40, пребывая на вооружении шведской армии в 1940—1951 годах, а также поставлялось по ленд-лизу в СССР (135 тысяч экземпляров), однако в связи с нехваткой боеприпасов советскими войсками широко не применялось, а по эффективности «Томпсон» во многом уступал ППШ.

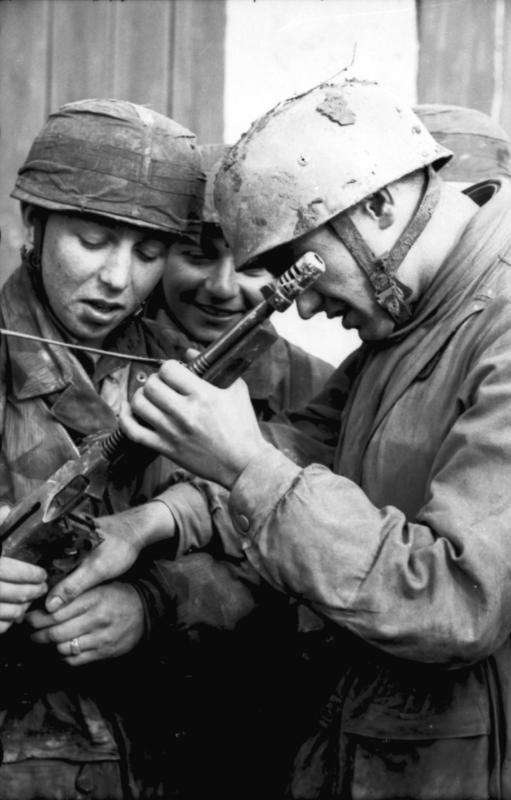
Немецкий парашютист в Тунисе изучает трофейный M1928A1

На Тихоокеанском театре военных действий, а именно в ходе Малайской операции и Бирманской кампании, оружие поставлялось по ленд-лизу Британской армии, австралийским пехотинцам, индийским войскам и армиям всех стран Британского Содружества. Все эти страны эффективно применяли оружие при патрулировании в джунглях и боях в ходе засад, оценив его огневую мощь, но раскритиковав большую массу и низкую надёжность. Вследствие этого Армия Австралии приняла на вооружение в 1943 году другие пистолеты-пулемёты — пистолет-пулемёт Оуэна и Austen, отдав «Томпсоны» личному составу ВВС и ВМС. Коммандос Новой Зеландии изначально также пользовались подобным оружием, но позже также стали использовать более надёжный, лёгкий и точный «Оуэн», активно задействовав его в боях на Соломоновых Островах и битве за Гуадалканал. Морская пехота США предпочитала использовать «Томпсон» как оружие ограниченного пользования, особенно во время заключительных операций Второй мировой войны по штурму островов. Эффективность пистолета-пулемёта Томпсона оказалась невысокой в условиях густых джунглей, поскольку патроны 45-го калибра обладали недостаточной начальной скоростью и не могли пробить ни деревья небольшого диаметра, ни бронежилеты — по сравнению с ними отвергнутый в 1923 году патрон типа .45 Remington–Thompson обладал двойной мощностью. Личный состав патрулей Армии США был оснащён на ранних стадиях войны на Тихом океане (в боях за Новую Гвинею и Гуадалканал) именно «Томпсонами», но позже отдал предпочтение автоматической винтовке M1918 Browning Automatic Rifle как более эффективному оружию для обороны позиций.
В 1943 году Армия США представила пистолеты-пулемёты M3 и M3A1, рассчитывая перегнать по числу произведённых единиц «Томпсоны» и добиться прекращения производства последних, однако непредвиденные задержки производства и заказы на модификации этому не позволили случиться, и закупки «Томпсона» продолжались вплоть до февраля 1944 года. К этому моменту было изготовлено 1 387 314 экземпляра, из них по модификациям:
- 562 511 шт. — M1928A1
- 285 480 шт. — M1
- 539 143 шт. — M1A1

Фирмой Auto-Ordnance Company был произведён 847 991 экземпляр, фирмой Savage Arms — 539 143 экземпляра. Таким образом, «Томпсон» опережал конкурентные M3 и M3A1 более чем в три раза по общему числу экземпляров.

## Послевоенные годы

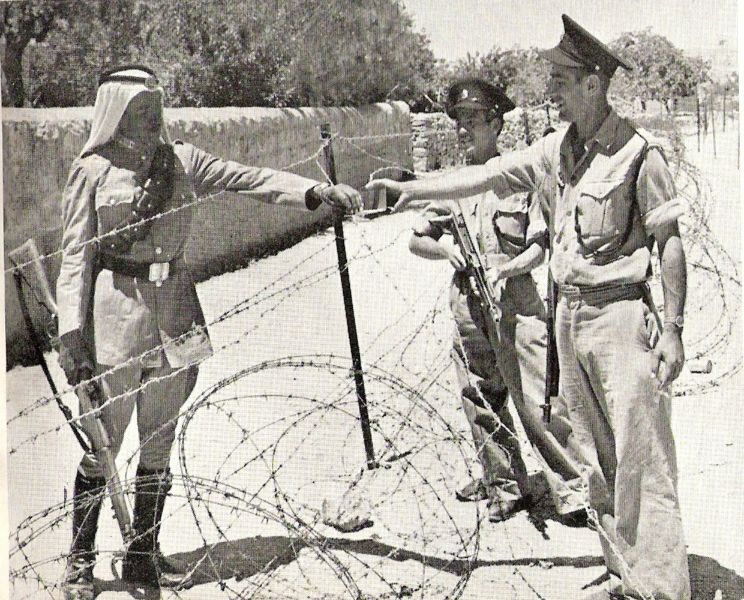
Ворота Мандельбаума: израильские полицейские с «Томпсонами» встречают иорданского солдата

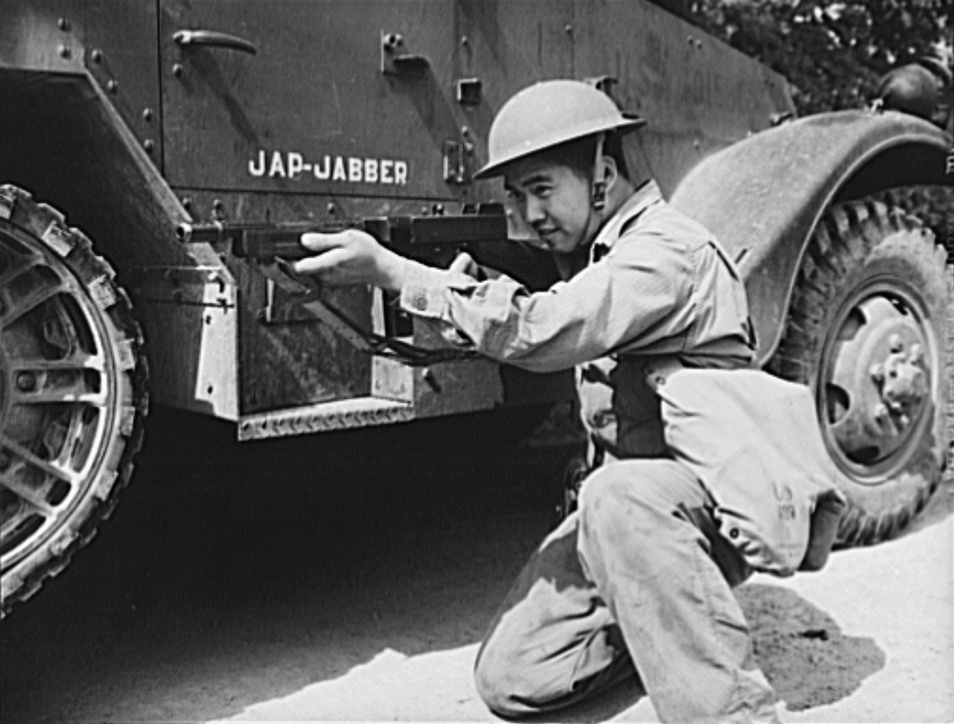
Американский солдат тренируется в Форт-Ноксе, июнь 1942 года

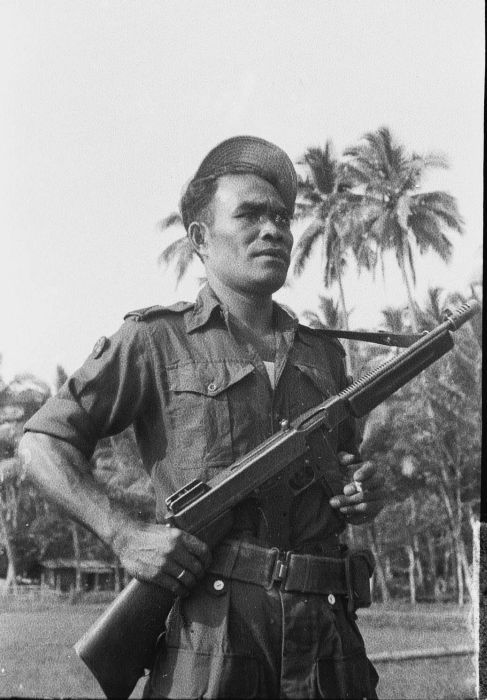
Солдат Королевской голландской ост-индской армии с пистолетом-пулемётом M1928A1

Пистолеты-пулемёты Томпсона использовались многими странами в послевоенные годы. Так, это оружие использовали бойцы Королевской голландской ост-индской армии, подавлявшие выступления индонезийцев — трофейные экземпляры попали в руки индонезийцев и использовались ими в боях уже против голландцев. К моменту начала Корейской войны «Томпсон» уже использовался вооружёнными силами США и Республики Корея не так широко, как M3 и M3A1, оставаясь оружием ограниченного использования. После падения правительства Чана Кайши значительное количество оружия попало в руки китайских коммунистов, и во время Корейской войны американцы очень удивились, когда обнаружили, что атаковавшие их китайцы (шедшие часто на штурм позиций ночью) обстреливали их из «Томпсонов»: огневая мощь оружия оказалась очень большой на ранних стадиях войны как в оборонительных, так и наступательных операциях, и именно поэтому американцы вернули на вооружение пистолеты-пулемёты Томпсона. Оружие использовалось арабами и израильтянами во время арабо-израильских войн. Подразделение 101 израильской армии приняло на вооружение эти пистолеты-пулемёты сразу же после своего образования в 1953 году.
Во время гражданской войны в Греции пистолет-пулемёт использовался также обеими сторонами — коммунистами и монархистами. Вооружённые силы Греции, жандармерия и полиция получали «Томми-ганы» от британцев и американцев, а коммунистические партизаны использовали уже имевшиеся на их вооружении образцы, которые попали во время Второй мировой войны в руки Народно-освободительной армии Греции (ЭЛАС) либо путём поставок от Западных союзников, либо были захвачены у итальянцев и немцев. После роспуска ЭЛАС часть оружия греки спрятали и позже отдали Демократической армии Греции. Югославская народная армия располагала небольшим количеством пистолетов-пулемётов Томпсона, которые попали на Балканы по ленд-лизу во время Второй мировой войны в руки к силам сопротивления. В 1950-е годы в рамках соглашения о помощи 34 тысячи пистолетов-пулемётов модификации M1A1 были поставлены Югославии из США, а во время Югославских войн они оказались в руках всех враждующих сторон. Во время Кубинской революции пистолеты-пулемёты Томпсона были на вооружении как людей Фульхенсио Батисты, так и Фиделя Кастро. Бригада 2506, засланная ЦРУ и участвовавшая в операции в заливе Свиней, также была вооружена «Томпсонами».
Во время Вьетнамской войны некоторые армейские части Южного Вьетнама и военная полиция были вооружены «Томми-ганами», в небольшом количестве это оружие использовали разведчики и диверсионные группы, а также американские союзники. Однако позже от пистолета-пулемёта отказались в пользу автомата M16, а то, что осталось невостребованным, позже досталось Вьетконгу в качестве трофеев. Более того, вьетнамские партизаны наладили кустарное производство копий «Томпсона». В 1960-е годы почти все экземпляры в Австралии были утилизированы, а то, что не подверглось утилизации, было отправлено в Кампучию правительству Лон Нола в 1975 году и позже досталось в качестве трофеев красным кхмерам. Конфликт в Северной Ирландии стал поводом для того, чтобы разные крылья ИРА (в том числе «официальное» и «временное») взяли снова на вооружение «Томпсон» спустя почти 50 лет — по словам историка Питера Харта, в 1970-е годы заменить это оружие смогли только автоматы: Калашникова и AR-18 а также итальянская Beretta BM 59. В США же «Томпсон» был на вооружении всех органов правопорядка, в том числе и ФБР, вплоть до рубежа 70-80-х годов, пока его не признали устаревшим и не сняли с вооружения, оставив только гражданские варианты.

## Интерес со стороны коллекционеров
Благодаря своему качеству и тонкой работе, а также славе времён эры гангстеров и Второй мировой войны «Томпсон» считается ценным экспонатом в любой коллекции. В мире насчитывается не более 40 прототипов, сделанных ещё до начала массового производства. Компания Colt заключила контракт с Auto-Ordnance Corporation на производство 15 тысяч экземпляров в 1920 году, и любой из этих оригинальных экземпляров — модель 1921A, 1921A, 1927A, 1928 Navy A или 1928 AC, — в рабочем состоянии стоит в настоящее время от 25 до 45 тысяч долларов США (в зависимости от его текущего состояния и наличия аксессуаров). Из более чем 1,7 млн экземпляров «Томпсонов», произведённых Auto-Ordnance или Savage Arms, все экземпляры времён Второй мировой войны представляют собой чаще упрощённые варианты M1 или M1A1 без затвора Блиша и системы очистки и смазки оружия. Считается, что одним таким экземпляром типа M1921A владели Бонни и Клайд, однако исчерпывающих свидетельств тому не находится, а тот самый экземпляр был продан 21 января 2012 года в Канзасе за 130 тысяч долларов США.

## Конструктивные особенности

### Затворный механизм

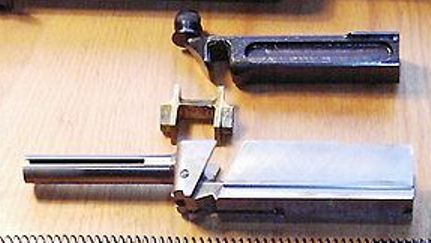
Затвор Блиша крупным планом

Основной принцип — полусвободный затвор по системе Блиша, созданной в 1915 году офицером ВМС США Джоном Блишем. Представляет собой деталь сложной формы из двух частей. Передняя часть — цилиндрической формы диаметром чуть больше патрона, которая состоит из экстрактора и ударника. Боеприпасы от губок магазина подаются в патронник сквозь узкий канал с чрезвычайно пологой рампой. Ударник подпружинен и в задней части снабжён рычагом-курком. При движении цилиндрическая часть затвора не касается стенок ствольной коробки. Задняя часть — в форме параллелепипеда, открытого сверху и сзади, сквозь отверстие в задней стенке проходят возвратная пружина и направляющий стержень, в передней нижней части — выступы для удержания затвора на боевом взводе, в передней стенке — прорезь для курка.
В передней части параллелепипеда находятся боковые пазы, имеющие угол наклона в 72 градуса по отношению к оси ствола, где находится бронзовый Н-образный вкладыш, снабжённый двумя выступами, выходящими за габариты затвора. Выступы скошены назад под углом в 45 градусов относительно оси ствола, которые скользят внутри пазов в ствольной коробке при перемещении подвижных частей. Пазы скошены под тем же углом и поднимаются до уровня цилиндрической части затвора, после чего идут уже горизонтально. Параллелепипед открыт в верхней части полностью, внутри него находится взводитель, на его верхней стенке — шаровидная рукоятка с продольной прорезью для прицеливания, на нижней — вилочный выступ, внутрь которого входит перемычка вкладыша. При оттягивании взводителя вкладыш поднимался в пазах ствольной коробки, смещая затвор, а затем останавливался, после чего подвижные части доходили до положения боевого взвода.

### Процесс стрельбы

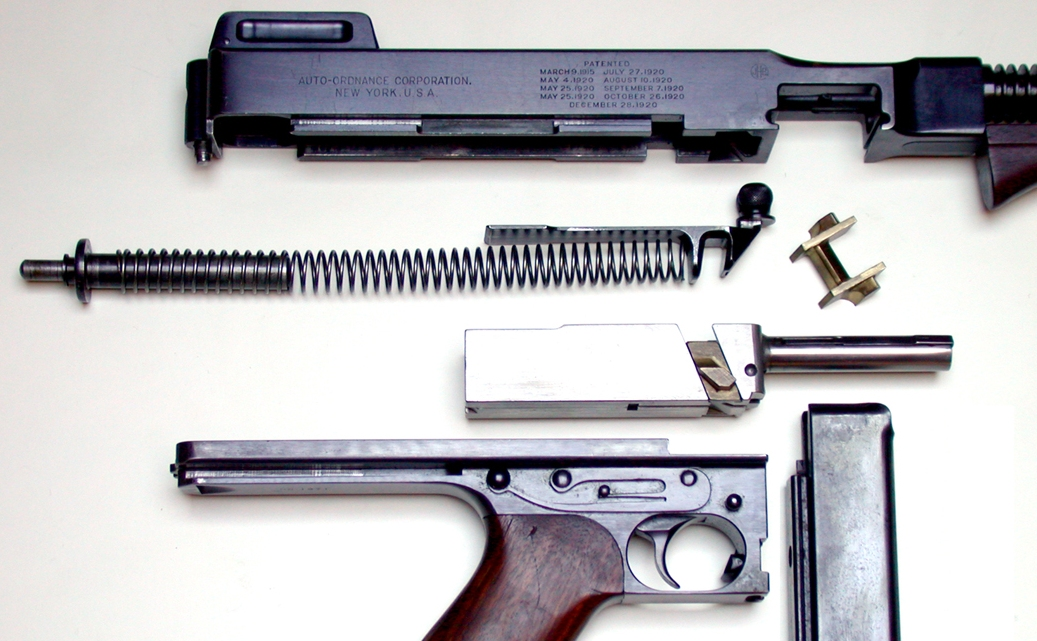
Разобранный Thompson M1921

После нажатия на спусковой крючок пружина толкает вперёд взводитель, а тот посредством кинематической связи, обеспечиваемой Н-образным вкладышем, двигает вперёд затвор. Цилиндрическая часть затвора подхватывает верхний патрон из магазина и помещает его в патронник, а взводитель, толкая вкладыш, смещает его вниз по наклонным пазам ствольной коробки. Как только затвор заходит в крайнее переднее положение, курок ударяется о ствольную коробку и толкает ударник вперёд, осуществляя накол капсюля. При сгорании порохового заряда образуются газы, которые давят на пулю и на донце гильзы, передавая затвору через его цилиндрическую часть импульс. Затвор, смещаясь назад, давит на вкладыш, в результате чего тот скользит своими выступами внутри наклонных пазов ствольной коробки и поднимается вверх по боковым пазам затвора. Вкладыш получал при смещении подвижных частей назад дополнительное ускорение относительно затвора, а взводитель также получал ускорение относительно затвора и замедлял его полное открытие до падения давления в стволе до безопасного уровня. Когда боковые выступы вкладыша достигали горизонтального участка пазов ствольной коробки, затвор двигался назад и выбрасывал гильзу из ствольной коробки, ударяясь затем в каучуковый буфер, расположенный внутри направляющего стержня возвратной пружины.
Ранее считалось, что подобное взаимодействие Н-образного вкладыша с затвором использовалось для замедления отката, поскольку в начальный момент выстрела, когда было большое давление пороховых газов в стволе, вкладыш удерживал затвор в переднем положении, а после падения давления в канале поднимался вверх, разрывая сцепление с затвором и обеспечивая его самоотпирание. Однако более поздние опыты показали, что дело было не во вкладыше: отпирание затвора происходит при высоком давлении в патроннике, а замедление — при взаимном сопротивлении частей, возникающем во время их перемещения по наклонным поверхностям. Вкладыш был необходимо для связи со взводителем и затвором, чтобы можно было взводить оружие, причём при установке вкладыша вверх ногами оружие не работало. В дальнейшем в видоизменённых модификациях M1A1 и M1 вкладыш отсутствовал, хотя и при исходном процессе стрельбы возникали хронические проблемы с выбрасыванием гильз, а запирающий узел быстро изнашивался. Удачная схема замедления и низкое давление в патроннике, развиваемом пистолетным боеприпасом, в общем и в целом способствовали повышению надёжности оружия.

### Ударно-спусковой механизм и прицел
Ударно-спусковой механизм оружия и рукоятка управления огнём объединяются колодкой, крепившейся к нижней стенке ствольной коробки. Перед и над рукояткой размещены рычажки управления защёлкой магазина и переводчика огня, являющегося одновременно и предохранителем, что позволяет управлять оружием при помощи только одной руки. Питание осуществляется из коробчатых двухрядных магазинов на 20 и 30 патронов или из дисковых на 50 и 100 патронов (в моделях M1A1 и M1 — только коробчатых). В наиболее распространённых моделях во внешней стороне передней части спусковой скобы были вертикальные пазы, в которые вставлялись направляющие коробчатых магазинов, а для дисковых магазинов ствольная коробка оснащалась поперечными пазами.
Ударно-спусковой механизм предусматривает ведение одиночного и непрерывного огня. При нажатии спускового крючка затвор отпускается и продвигается вперёд, позволяя совершать выстрелы и выбрасывать гильзы до тех пор, пока стрелок не уберёт палец со спускового крючка или пока не закончатся патроны. Это же исключает риск случайного выстрела, который может произойти в автоматическом оружии с закрытым затвором. В первых моделях «Томпсонов» механизм имел треугольный курок-рычажок, смонтированный внутри остова затвора, который ударял по выполненному в виде отдельной детали ударнику с бойком в момент приведения затворной группы в крайнее переднее положение. В более поздней модели M1A1 курок был заменён на неподвижно закреплённый в чашечке затвора боёк. В самозарядных вариантах (M1927A1) использовался ударно-спусковой механизм куркового типа, а стрельба велась уже с закрытого затвора.
Прицельные приспособления — мушка и комбинированный целик, причём последний представляет собой фиксированный с V-образной прорезью и откидной вверх регулируемый диоптрический прицел. Для облегчения контроля оружия при стрельбе очередями устанавливались две пистолетные рукоятки — задняя, вместо винтовочного приклада с шейкой, и передняя вертикальная, перед магазином. Прицел сквозного типа обеспечивал длинную прицельную линию, что повышало точность стрельбы по сравнению с другими пистолетами-пулемётами, у которых были обыкновенный целик с открытой прорезью и короткая прицельная линия.
Все детали пистолета-пулемёта изготавливались путём фрезерования — в том числе ствольная коробка квадратного сечения со взводной рукояткой кверху и полностью закрывающий ствол круглый перфорированный кожух, позже заменявшийся на улучшающее охлаждение ствола оребрение. В связи с фрезерованием стоимость оружия возрастала до 225 долларов США за полный комплект, а масса со снаряжённым 20-зарядным магазином составляла до 4,7 кг. Впрочем, это компенсировалось мощностью патрона и скорострельностью почти в 1000 выстрелов в минуту, а также распределением массы для баланса пистолета-пулемёта.

### Эффективность стрельбы

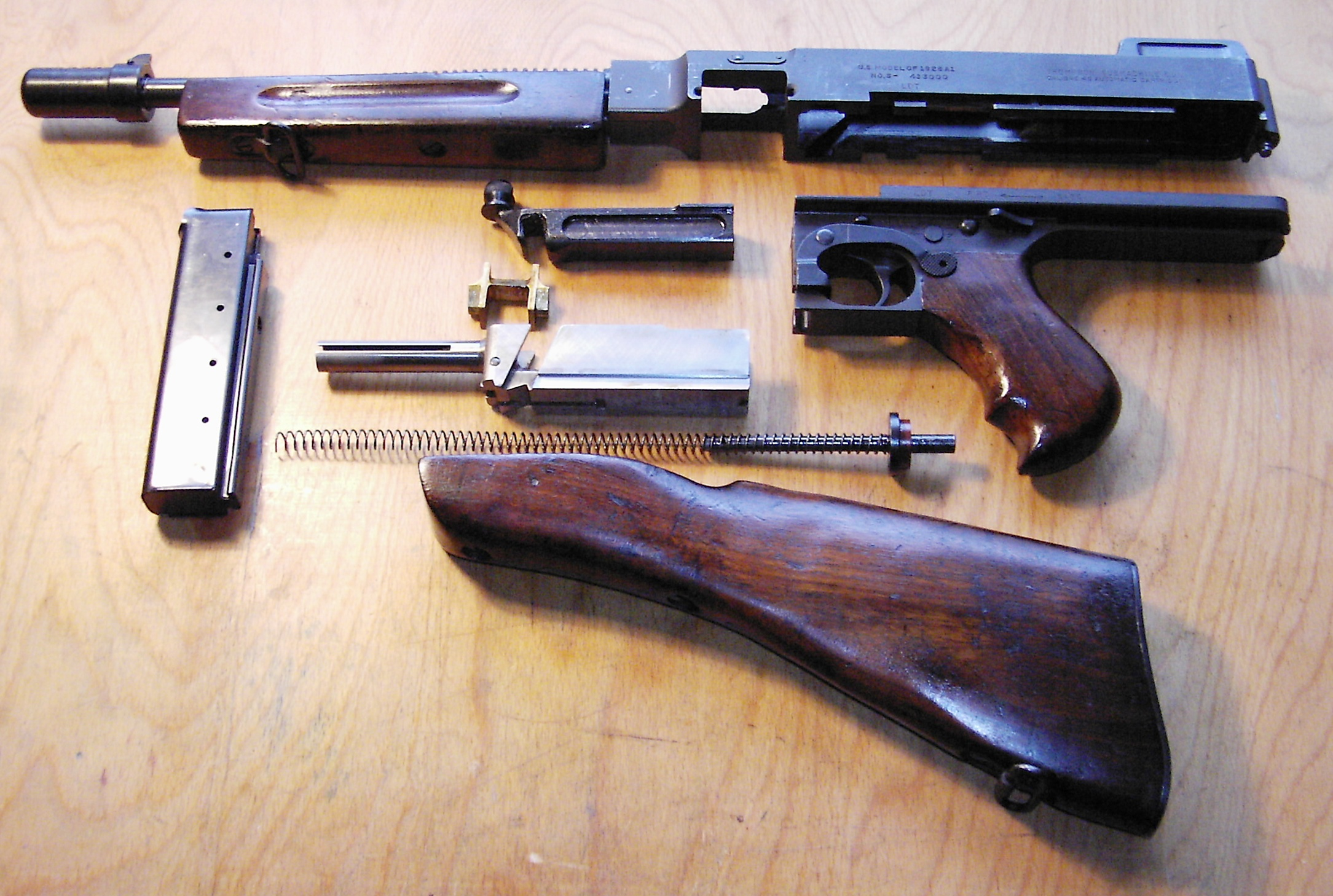
Разобранный M1928A1

Прототипы пистолета-пулемёта Томпсона образца 1919 года обладали огромной скорострельностью в 1200 выстрелов в минуту, в образце 1921 года она уже была снижена до 900 выстрелов в минуту. В 1927 году ВМС США заказали 500 экземпляров с небольшой скорострельностью, и Томпсон обратился к Пэйну за помощью в снижении скорострельности оружия. Пэйн предложил заменить в затворе пружину на более жёсткую, а также установить более тяжёлый спусковой механизм. Это снизило скорострельность до 600 выстрелов в минуту — именно такие параметры у моделей Navy Model 1928, M1 и M1A1. Скорострельность в сочетании с тяжёлым спусковым крючком и большим прикладом приводила к неустойчивости при непрерывной стрельбе, вследствие чего по современным меркам этот пистолет-пулемёт считается очень тяжёлым (по массе равен винтовке M1 Garand) и требует тщательного ухода. Это было наиболее серьёзной претензией со стороны Армии США.
Хотя барабанный магазин обеспечивал высокую огневую мощь, он был слишком тяжёлым и неудобным для солдат, особенно когда оружие держали на плече во время марша. Магазин для M1928A1 был очень хрупким, и патроны внутри него гремели, создавая ненужный шум. По этим причинам магазины на 20 и 30 патронов были наиболее популярны среди солдат, а при разработке M1 и M1A1 была исключена возможность установки барабанных магазинов. «Томпсон» был одним из первых пистолетов-пулемётов, коробчатые магазины которого были двухрядными, что повысило надёжность оружия. Благодаря дальнейшим доработкам пистолет-пулемёт стал более устойчив к дождевой воде, грязи и пыли. У оружия отмечалась достаточно высокая кучность стрельбы при ведении непрерывного огня.

## Модификации

### Прототипы

#### «Persuader» и «Annihilator»
Истории известны два экспериментальных образца «Томпсона» под названиями «Persuader» (от англ. persuade — убеждать) и «Annihilator» (англ. annihilate — уничтожать). Первый представлял собой пулемёт с ленточным питанием, который разрабатывался в 1917—1918 годах и не был запущен в производство, а второй (Ver 10) отличался отсутствием целика и деревянного приклада. Питание «Annihilator» осуществлялось от коробчатых магазинов.

#### Model 1919
Начиная с варианта Serial no. 11, модель 1919 года (Model 1919, M1919) приобрела окончательный вид, который стал типичным для «Томпсонов» — с прицелом и прикладом, с возможностью использования коробчатых и барабанных магазинов. Всего было выпущено около 40 экземпляров, в которых не использовались барабанные магазины из-за сложностей при стрельбе. Эта модель модифицировалась неоднократно, её рекордная скорострельность составляла 1500 выстрелов в минуту. Именно этот образец в 1920 году продемонстрировал в Кэмп-Перри Джон Томпсон. Часть экземпляров изготавливалась без прикладов и прицельных приспособлений, однако окончательная версия напоминала более позднюю 1921 года. Именно этот вариант разрабатывался как оружие для «зачистки» окопов. Крупнейшим покупателем был Департамент полиции Нью-Йорка; оружие производилось не только под стандартный патрон .45 ACP, но и под патроны типов .22 Long Rifle, .32 ACP, .38 ACP и 9 мм Парабеллум.

#### .351 WSL
Существовал единственный экземпляр, произведённый под патрон типа .351 Winchester Self-Loading и обладавший скорострельностью в 1000 выстрелов в минуту.

#### Thompson .30 Carbine
Эргономичность и схема пистолета-пулемёта Томпсона сыграли свою роль в том, что на основе образца 1921 года оружейники Auto-Ordnance создали проект самозарядного карабина под патрон .30 Carbine. Были разработаны новый магазин и ствольная коробка под оружие с удлинённым стволом. Основной принцип работы остался тем же, однако армия забраковала оружие, поскольку его масса даже без магазина превысила в два раза допустимую.

### В массовом производстве

#### Model 1921

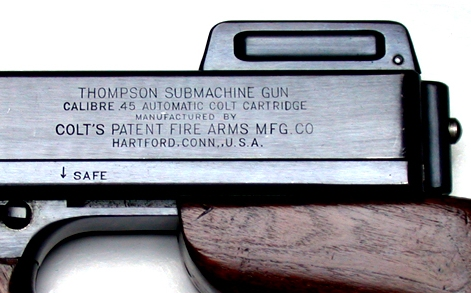
Клеймо Colt на образце 1921 года

M1921 (модель образца 1921 года) — первая серийная модель, 15 тысяч её экземпляров производились компанией Colt по заказу Auto-Ordnance. Изначально этот образец предназначался больше для охоты — отличительными особенностями были съёмный прицел, частично оребрённый ствол, вертикальная передняя пистолетная рукоятка и затвор Блиша. Стоимость производства была достаточно высокой, в розничной продаже стоимость одного экземпляра доходила до 200 долларов США, поскольку деревянные части изготавливались из высококачественного дерева, предназначенного для производства мебели, а металлические части тщательно обрабатывались на станках. Питание осуществлялось как коробчатыми, так и барабанными магазинами. Скорострельность составляла около 900 выстрелов в минуту.
Именно этот образец стал излюбленным как у полицейских, так и гангстеров. Одним из первых клиентов Auto-Ordnance Corporation стала Береговая охрана США, в составе которой этим оружием были вооружены сотрудники досмотровых партий, обыскивавшие суда на предмет наличия контрабандного алкоголя. Позже пистолет-пулемёт был принят на вооружение бойцов морской пехоты США, охранявших транспорт Федеральной почтовой службы. В 1926 году в образцах появился дульный компенсатор Каттса, который снижал подброс ствола (пороховые газы отклонялись вверх благодаря поперечным горизонтальным прорезям в компенсаторе).

#### Model 1923
Образец 1923 года обладал более длинным стволом (от 355 до 372 мм) при общей длине в 910 мм и массе 5,15 кг. По сути он представлял собой ручной пулемёт — благодаря большой дальности стрельбы и скорострельность в 400 выстрелов в минуту он должен был в будущем заменить более тяжёлую автоматическую винтовку M1918 Browning Automatic Rifle и заодно расширить ассортимент Auto-Ordnance. Для стрельбы использовались более мощные патроны .45 Remington–Thompson, пуля весила на 2,5 г больше и при стрельбе развивала начальную скорость в 440 м/с и выделяла энергию в 1590 Дж, что было намного больше, чем для пистолетного патрона .45 ACP. В этом образце присутствовали также сошка, прилив для штыка, улучшенный приклад (повышал точность) и горизонтальное цевьё квадратного сечения. Однако попытка Auto-Ordnance не увенчалась успехом, поскольку пистолет-пулемёт образца 1923 года не впечатлил армию и не превзошёл M1918 BAR. Также могли использоваться специальные патроны с усиленным зарядом и облегчённой пулей с начальной скоростью 475 м/с и дальностью стрельбы до 455 м. В настоящее время неизвестно, сохранился ли хотя бы один экземпляр данного оружия.

#### Model 1921AC (1926)

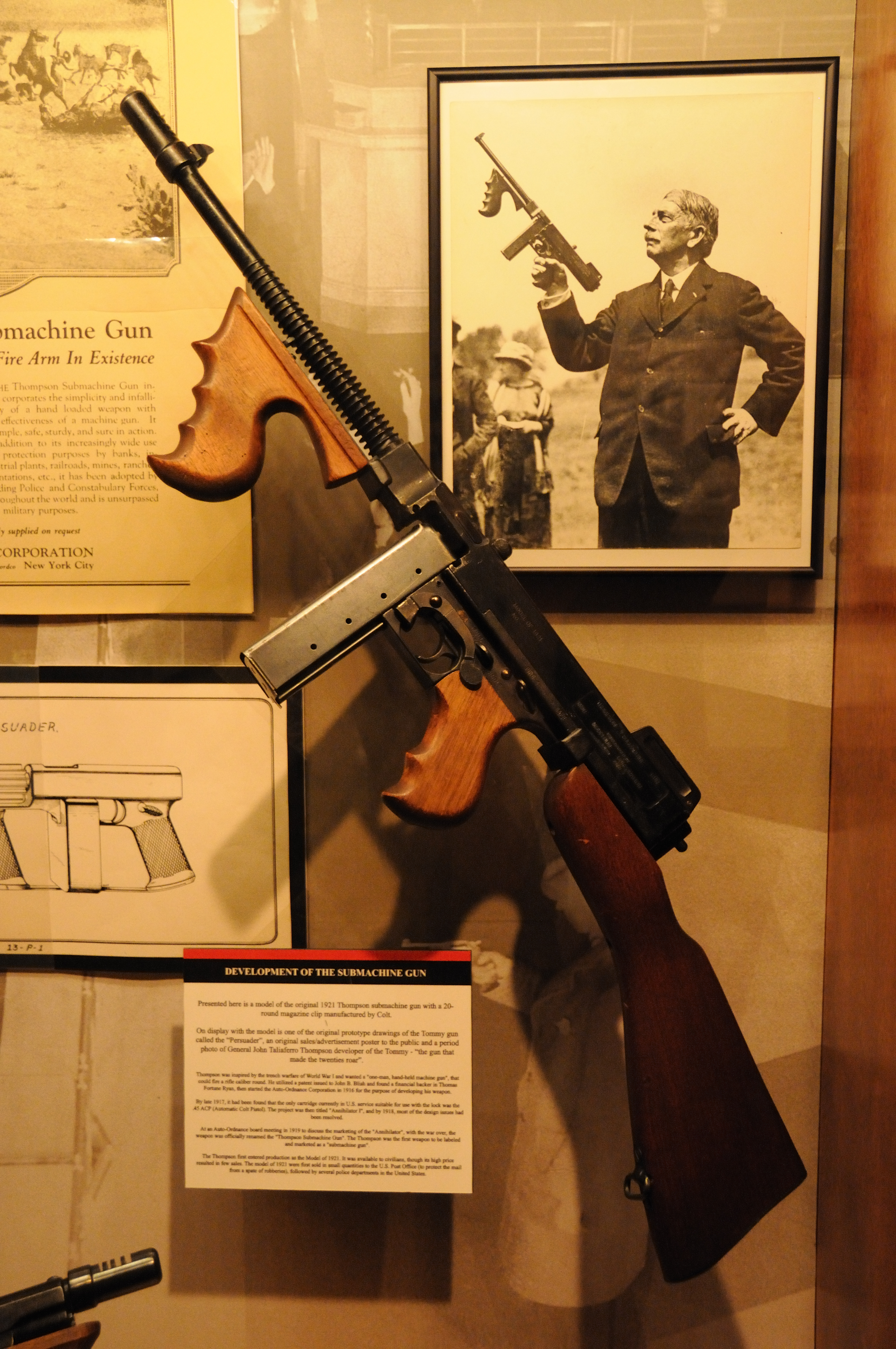
«Томпсон» с передней рукояткой и компенсатором Каттса

В 1926 году модельный ряд образцов 1921 года был обновлён за счёт добавления компенсатора Каттса (дульного тормоза или пламегасителя), и новые образцы с компенсатором Каттса были включены в каталог как No. 21AC по цене в 200 долларов. Прежний образец 1921 года получил наименование No. 21A и стоил уже 175 долларов США.

#### Model 1928
Образец 1928 года, известный как «Navy Model» (с англ. — «Флотская модель»), поставлялся на вооружение ВМС США и Корпусу морской пехоты США в 1930-е годы. Основой послужили видоизменённые модели 1921 года с утяжелённым ударно-спусковым механизмом, снижавшим значительно скорострельность (по просьбе ВМС США). Модели обозначались при производстве цифрами 1928, среди коллекционеров они получили прозвища «Перештамповка Кольта» (англ. Colt Overstamp), «Перештамповка 1921» (англ. 1921 Overstamp), «28 Морской» (англ. 28 Navy) или просто «28N».
Выпускался как с вертикальной передней рукояткой, так и с деревянным горизонтальным цевьём; имел оребрённый ствол с дульным компенсатором. Это был последний образец стрелкового оружия, при обозначении которого в номенклатуре Армии США указывался год. С момента начала Второй мировой войны крупные контракты на поставку оружия в несколько стран спасли компании-производители от банкротства.

#### M1928A1
Вариант M1928A1 поступил в массовое производство незадолго до нападения на Перл-Харбор, когда закончилось производство модели M1928. Среди изменений были горизонтальное цевьё вместо вертикальной передней рукоятки и армейский ремень. Несмотря на заключённые контракты на поставку в рамках ленд-лиза оружия в Китай, Францию и Великобританию, всего два завода производили эту версию оружия. В связи с тем, что при использовании барабанных магазинов оружие часто заклинивало, а при переносе постоянно брякало, предпочтение отдавали 20- и 30-патронным магазинам. Было произведено 562 511 экземпляров. В вариантах военного времени прицел был закреплён без V-образного целика, ствол был без оребрений (как в M1A1). Приклад необычной формы и откидной целик повышали точности стрельбы.
Партия подобного оружия поставлялась в СССР, однако в связи с серьёзной нехваткой патронов типа .45 ACP подобные пистолеты-пулемёты Красной армией почти не применялись. Тем не менее, были свидетельства того, что экипажи поставленных по ленд-лизу танков M3 Stuart, воевавших на Кавказском фронте, были вооружены такими пистолетами-пулемётами; в сентябре 2006 года некоторое количество образцов «Томпсонов» были вывезены в разобранном виде в США из России. Американские войска применяли данную модель преимущественно на Тихоокеанском театре военных действий.

### Служебные варианты

#### Thompson Machine Carbine (TMC)
В 1940 году британские войска, стоявшие в Египте и Северной Африке, получили на вооружение коммерческий вариант M1928, производившийся компаниями Colt и Savage и поставлявшийся по ленд-лизу. Командиры отделений носили его в качестве личного оружия вместо пистолетов и винтовок. Изначально значительная часть этих пистолетов-пулемётов должна была быть поставлена во Францию, поэтому всё руководство к пистолету-пулемёту такого типа издавалось на французском языке, но после захвата Франции немцами всё это спешно переправили в Англию. Британцы позже заметили, что оружие давало осечки при стрельбе в пустынных условиях, поскольку песок залетал внутрь оружия. Чтобы избавиться от этого недостатка, оружейники убрали затвор Блиша и установили шестигранный затвор, чтобы держать вместе ручку затвора и затворный механизм. От барабанных 50-патронных магазинов также пришлось отказаться, а вместо них стали применять 20-патронные магазины с отверстиями, через которые можно было высыпать попавший случайно песок. Патронов к этому оружию не хватало: они попадали либо по ленд-лизу, либо от дружественных американских войск. Позже на замену этому оружию в Британской армии пришли пистолеты-пулемёты STEN и Lanchester под патрон 9 мм.
В качестве трофеев Thompson M1928 попадал к японцам на Тихоокеанском театре военных действий: огромное их количество оказалось в руках Императорской армии Японии после захвата Гонконга и Малайзии. Это оружие стало оружием ограниченного действия в Великобритании, поскольку было эффективнее любого другого японского образца. Боеприпасы к ним японцы получали, захватывая поставляемые по ленд-лизу американские коробки на 42 патрона или австралийские на 28 патронов. Трофейные боеприпасы были испытаны и после успешного прохождения испытаний получили соответствующую японскую маркировку. Австралийские войска, воевавшие на Тихоокеанском театре военных действий, оснащались вариантом «Томпсона» с шарниром для ремня, установленным слева, что упрощало ведение стрельбы лёжа. Металлическое крепление для ремня располагалось слева на прикладе. Патроны производились в Австралии или поставлялись американцами. Позже вариант Thompson M1928 был заменён на пистолет-пулемёт Оуэна.

#### M1

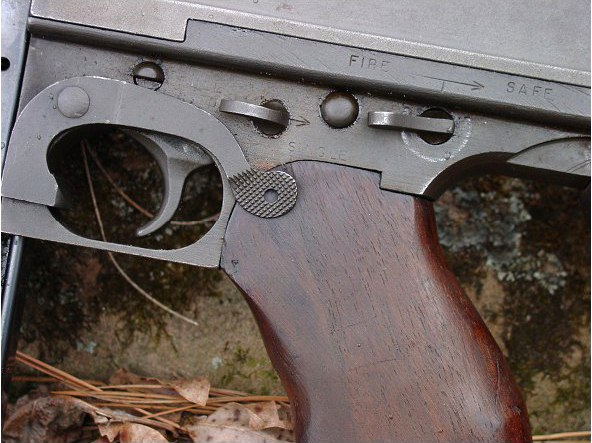
Переводчик огня на варианте M1 Thompson

С целью удешевления и упрощения производства в апреле 1942 года был создан образец United States Submachine Gun, Cal. .45, M1, получивший позже обозначение как M1. Скорострельность этого пистолета-пулемёта составляла от 600 до 700 выстрелов в минуту. Производство было налажено в 1943 году, принцип работы — автоматика со свободным затвором, рукоятка заряжания находится с правой стороны ствольной коробки. Съёмный и настраиваемый откидной прицел Лимана был заменён зафиксированным прицелом L-формы. Также в новой модели отсутствовали компенсатор Каттса, оребрение ствола (не было отверстий) и затвор Блиша; затылок приклада был твёрдо закреплён, переднюю рукоятку заменило деревянное цевьё.
В более поздних вариантах был добавлен V-образный целик наподобие M1A1, а также переделан вырез приёмника магазина, исключавший установку барабанных магазинов. Хотя большинство моделей не были переделаны по новым стандартам, бойцы предпочитали устанавливать именно более компактные и коробчатые магазины (расширенные магазины на 30 патронов изготавливались специально для M1). Во избежание случайного открытия затылка были установлены более прочные болты и шайбы, которые британцы также сами устанавливали и на модели 1928 года; переводчики огня были упрощены и позже стали устанавливаться на M1A1. К началу 1943 года было выпущено 285 тысяч экземпляров M1.

### М1А1

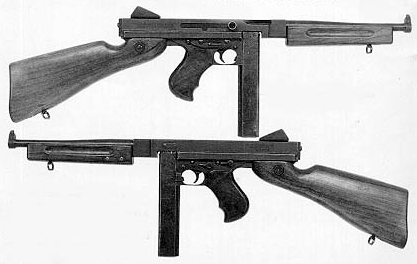
М1А1 с магазином на 30 патронов

В октябре 1942 года начался выпуск модели M1A1, полное название которой было United States Submachine Gun, Cal. .45, M1A1. Подобный вариант «Томпсона» производился быстрее в два раза, чем M1928A1, и дешевле. Отличием от M1 был затвор: в M1 был подвижный ударник, в M1A1 он был уже твёрдо зафиксирован. Стандартными для оружия были усиленный приклад, V-образный целик и 30-патронный магазин, режим огня был автоматический. Стоимость «Томпсона» упала с 209 долларов в 1939 году до 70 долларов к весне 1942 года, а в феврале 1944 года M1A1 достиг цены всего в 45 долларов в полном комплекте (хотя разница в ценах между M1 и M1A1 была всего 6 центов). К концу войны было произведено 539 140 экземпляров, но M1A1 уже заменялся ещё более дешёвым M3.

### Самозарядное оружие

#### Model 1927
Самозарядная версия M1921 с открытым затвором, созданная за счёт замены некоторых деталей; на оружии нанесена надпись Thompson Semi-Automatic Carbine Model 1927. При этом возможно обратная переделка в автоматическое оружие путём замены деталей спускового механизма для обеспечения непрерывного огня. Большая часть самозарядных карабинов образца 1927 года, принадлежавших полиции, легко переделывалась таким образом. Согласно пункту «a» Национального акта об огнестрельном оружии 1934 года и пункту «b» постановления Бюро алкоголя, табака, огнестрельного оружия и взрывчатых веществ от 1982 года, Model 1927 классифицируется как пистолет-пулемёт, поскольку может быть легко переделана в полностью автоматическое оружие путём замены нужных деталей.

#### Model 1927A1
Самозарядная копия «Томпсона», производилась на заводе Auto-Ordnance в Уэст-Хёрли (Нью-Йорк) в 1974—1999 годах для гражданского рынка, с 1999 года производится Kahr Arms в Вустере (Массачусетс), официально называется Thompson Semi-Automatic Carbine, Model of 1927A1. Внутреннее устройство основано на закрытом затворе, длина ствола — 420 мм (270 мм у автоматического оружия с открытым затвором). Формально является винтовкой и не попадает под запреты Национального акта об огнестрельном оружии. Не следует путать с модификациями M1927, разработанными на основе M1921. Аналогично разработаны реплики «Thompson Commando» (на основе M1928A1), TM1 (на основе M1 или M1A1, формально Thompson Semi-Automatic Carbine, Caliber .45M1).

#### Model 1927A3
Самозарядное оружие калибра .22 Long Rifle, производится Auto-Ordnance в Уэст-Хёрли.

#### Model 1927A5

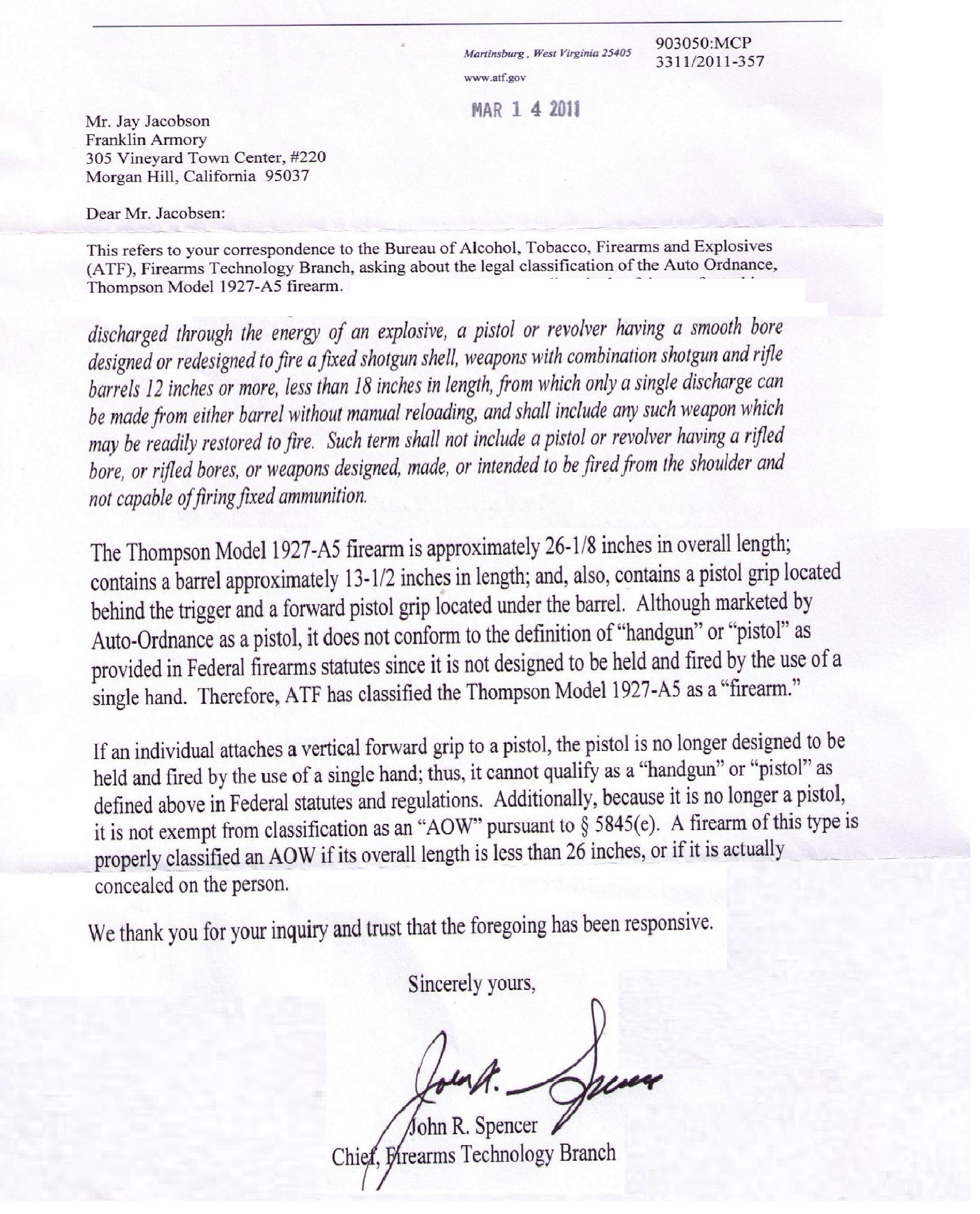
Документ о классификации 1927A5

Самозарядное оружие под патрон .45 ACP, производилось Auto-Ordnance в Уэст-Хёрли с 1970-х до конца 1980-х — начала 1990-х. Алюминиевая ствольная коробка снижает массу оружия при длине ствола в 330,2 мм. С 2008 года вместо него Kahr Arms производится модель TA5 (полное название Thompson 1927A-1 Lightweight Deluxe Pistol TA5): длина оружия — 591 мм (приклад в комплектации не предусмотрен), длина ствола — 266,7 мм, масса без магазина — 2,7 кг. Затворная коробка изготавливается из сплава алюминия и стали. Питание осуществляется от барабанного магазина на 50 патронов типа .45 ACP. Отпускная цена составляла порядка 1117 долларов США по ценам 2008 года. По Национальному акту об огнестрельном оружии 1934 года не попадает под конкретное определение типа огнестрельного оружия в связи с его большой длиной и отсутствием приклада. Эта категоризация позволяет устанавливать переднюю пистолетную рукоятку без дополнительных разрешений.

#### 1928A1 LTD
1928A1 LTD — гражданский самозарядный вариант с жёстким прикладом, производится в Люксембурге компанией Luxembourg Defense Technology.

### Варианты для экспорта

#### BSA
Для продажи оружия за границу Auto-Ordnance заключили контракт с английским предприятием Birmingham Small Arms Company на производство европейского варианта — в небольших количествах и с отличием от классического стиля. Вариант BSA 1926 производился под патроны 9 × 19 мм Парабеллум и 7,63 × 25 мм Маузер, однако Британская армия не заинтересовалась этим образцом.

### RPB Thompson
Компанией RBP Industries из Атланты разработан специальный вариант пистолета-пулемёта Томпсона со специальной резьбой на стволе для глушителя, складным прикладом и улучшенным прицелом.

### Сравнительные характеристики основных вариантов
| Характеристика                    | M1919                                     | M1921   | M1928A1                | M1/M1A1        |
| --------------------------------- | ----------------------------------------- | ------- | ---------------------- | -------------- |
| Внешний вид                       |                                           |         |                        |                |
| Патрон                            | .45 ACP, .22 Long Rifle, .32 ACP, .38 ACP | .45 ACP | .45 ACP                | .45 АСР        |
| Вес, кг                           | 3,75                                      | 4,69    | 4,9                    | 4,74           |
| Длина, мм                         | 808                                       | 830     | 860 (с пламегасителем) | 810            |
| Длина ствола, мм                  | 267                                       | 267     | 267                    | 267            |
| Скорострельность, выстр./мин      | 1500                                      | ок. 900 | 900 (M1928)            | 600—900 (M1A1) |
| Эффективная дальность стрельбы, м | 75—100                                    | 75—100  | 75—100                 | 75—100         |

## Страны-эксплуатанты
- Австралия: использовался вооружёнными силами Австралии до замены на пистолет-пулемёт Оуэна[96]
- Албания: китайские копии[96]
- Алжир: применялся в Алжирскую войну[8]
- Аргентина: варианты M1928 и M1[97]
- Афганистан: Армия США изымала подобное оружие из тайников Талибана[98]
- Бельгия[96]
- Боливия: применялся в Чакской войне[99]
- Бразилия: состоял на вооружении Бразильского экспедиционного корпуса во Второй мировой войне, снят в середине 1980-х годов[100]
- Великобритания: на вооружении Британской армии и войск её колоний и доминионов[101], в годы Второй мировой войны поставлено из США по программе ленд-лиза 651 086 экземпляров[102]; в частности, был на вооружении Полка связи при штабе Британской армии[англ.] с февраля 1940 года[103]
- Венесуэла[104]
- Вьетнам: нелицензионные копии[105], использовались силами Вьетминь в Первой Индокитайской войне[5], а также в качестве трофейных Вьетконгом во Вьетнамской войне[106]
- Гаити[107]
- Греция: на вооружении греческой армии, греческой полиции, сил Сопротивления (в основном ЭЛАС) и в дальнейшем ДАГ[77][108]
- Доминиканская Республика[96]
- Египет: нелицензионные копии[109]
- Израиль: использовала Армия обороны Израиля во время арабо-израильских войн[76]
- Индия: на вооружении Индийской армии во время Второй мировой войны, применялось в Малайской кампании и в Бирме[110], а также в Европе[111]
- Индонезия: трофейные образцы, захваченные у голландцев, использовались в войне за независимость, а позже стали оружием спецназа Сухопутных войск Индонезии в 1950-е — 1970-е[112]
- Иордания: во время арабо-израильских войн[7]
- Ирак: использовалось иракскими повстанцами[11]
- Иран — оставались на вооружении армейских частей даже в 1977 году (после начала перевооружения войск на автоматы HK G3)[113]
- Ирландия: в арсенале повстанцев Ирландской республиканской армии и всех её подразделений, а также в арсенале сил обороны Ирландии в дни Чрезвычайного положения[англ.] (во Второй мировой войне)[112]
- Италия: трофейные образцы, попавшие в руки Королевской итальянской армии[114], а также итальянских партизан и Итальянской объединённой армии[англ.] из сил Движения Сопротивления[115]. После войны часть экземпляров передана личному составу ВВС Италии[116] и карабинерам Италии[117]
- Канада[118]
- Китайская Республика: на вооружении армии Китайской Республики во время Японо-китайской войны[4]; выпускались арсеналами Шаньси и Тайюаня с 1920-х по 1940-е годы, имели более короткое цевьё с выемками для пальцев (встречались варианты с цевьём американского типа или с передней рукоятью). В Китай был поставлен 63251 экземпляр за время Второй мировой войны[102].
- Китай: нелицензионные копии на вооружении НОАК[105][119], использовались китайцами в Корейской войне[120].
- Колумбия[96]
- Коста-Рика: поставлено по ленд-лизу из США 24 экземпляра[121]
- Куба: на вооружении войск Фульхенсио Батисты, а после его свержения — и в армии Фиделя Кастро[122]
- Лаос: поставлялось из США, использовалось в Первой Индокитайской и Вьетнамской войнах[123]
- Люксембург: вариант M1A1 состоял на вооружении в 1952—1967 годах, позже заменён на Uzi[124]
- Малайзия[96]
- Мальта
- Мьянма
- Нидерланды: на раннем этапе поставлено из США по ленд-лизу не менее 3680 экземпляров[30]
- Никарагуа: на вооружении Национальной гвардии Никарагуа, как трофейные в распоряжении сандинистов[125][126]
- Новая Зеландия: варианты M1928 и M1928A1[3][127]
- Пакистан: применялся в Первой индо-пакистанской войне пакистанскими войсками
- Панама: образцы M1928A1 были на вооружении панамских войск до декабря 1989 года, когда в ходе вторжения США в Панаму все панамские вооружённые формирования были разоружены и расформированы[128]
- Парагвай: предположительно, использовался парагвайской армией в Чакской войне[129]
- Польша: Войско Польское на Западе (лояльные Западным союзникам польские войска) применяло это оружие на Западном фронте, также пистолеты-пулемёты Томпсона поступали Варшавским повстанцам в качестве помощи от Запада[130]
- Португалия: небольшое количество под обозначением m/1928 закупалось для нужд полиции[131]
- Сомали[132]
- СССР: несколько сотен закуплены для нужд ОГПУ в 1923 году[133], позже поставлялся уже по программе ленд-лиза в СССР[16] в количестве 137129 экземпляров[102]
- США: первые образцы были закуплены полицией и частными охранными структурами сталелитейных и угольных корпораций[134], затем принят на вооружение корпусом морской пехоты[36], а в 1938 году — армией (в том числе парашютистами)[101]. Находились на вооружении охранников коммерческих банков США[135].
- Таиланд
- Нацистская Германия: трофейные образцы под обозначением MP.761(f) или MP.769
- Турция: с 1950-е по 1970-е годы на вооружении турецкой армии, применялся в Корейской войне[136] и в турецком вторжении на Кипр[137][138]
- Украина: по состоянию на 15 августа 2011 года на хранении министерства обороны на складах имелось от 10 до 20 тысяч образцов разных лет и разной степени годности[139]; точное число единиц по всей стране не установлено[96]; также — наградное оружие[140].
- Филиппины[96]
- Франция: модификация M1928A1 на вооружении сухопутных войск Франции[105] под именем Pistolet-mitrailleur 11 mm 43 (C.45) M. 28 A1[141], также был и вариант M1A1[142]; всего из США по ленд-лизу поставлено 20856 экземпляров всех марок[102]
- ФРГ: поставлялся США в послевоенные годы, позже использовался бундесвером[96]
- Хорватия: использовался в годы войны в Хорватии[3]
- Чехия[96]
- Швеция: под обозначением Kulsprutepistol m/40 в шведской армии в 1940—1951 годах[143]
- Югославия: использовался всеми силами сопротивления (Югославские войска на родине и Народно-освободительная армия Югославии), поставлялся из США в 1950-е годы, позже применялся всеми противостоящими силами в гражданскую войну в 1990-е[144][10]
- Республика Корея: ограниченное использование в Корейской и Вьетнамской войнах (поставлено США), после Вьетнамской войны все образцы утилизированы
- Южный Вьетнам[3]
- Япония: трофейные образцы состояли на вооружении сил Императорской армии Японии (582 экземпляра, захваченных в 1942 году в Сингапуре, были переданы в войска сразу же после капитуляции гарнизона; ещё 723 штуки были захвачены на Яве)[145]; после войны были в распоряжении морских сил самообороны Японии[146]

### Использование негосударственными организациями
- Американская мафия, в том числе Чикагская мафия
- Ирландская республиканская армия: «официальные» и «временные» использовали образец 1921 года в 1960-е и 1970-е годы[147][148]
- Злобная бригада[англ.] в Великобритании[149]

## Гражданское оружие

### Канада
В Канаде распространение любых вариантов и модификаций «Томпсона» (даже самозарядных) запрещено канадским законом 1995 года, отсюда вытекает запрет на любой импорт и хранение оружия. Единственное исключение делается только для граждан, чьи предки родились в Канаде, но при этом граждане владели оружием ещё до принятия запрещающего закона. Продажа такого оружия осуществляется только другим таким гражданам, имеющим право на его хранение:Part 1.86.

### США

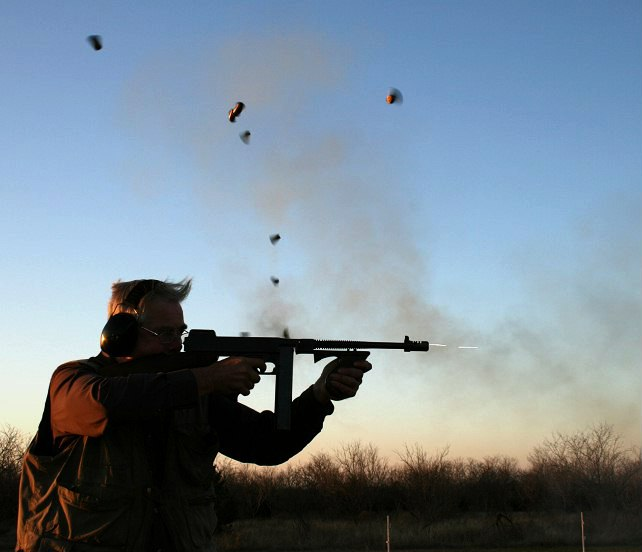
Стрельба из пистолета-пулемёта Томпсона образца 1921 года

Возросшая популярность пистолетов-пулемётов этого типа и их применение в гангстерских разборках 1920-х и 1930-х годов стали причинами для принятия Национального акта об огнестрельном оружии Конгрессом США в 1934 году. В одном из этих положений говорилось, что владельцы любого автоматического оружия (то есть способного вести непрерывный огонь) обязаны его регистрировать в Бюро алкоголя, табака, огнестрельного оружия и взрывчатых веществ. В конце концов ввели полный запрет на хранение, передачу и перевозку автоматического оружия. Однако в настоящее время сохранилось ещё очень большое количество боеспособных экземпляров прошлых лет (нередко довоенных), при этом самозарядные варианты не так строго регулируются федеральными законами.

### Великобритания
Хранение автоматического оружия запрещено британским Актом об огнестрельном оружии 1968 года. Владение запрещённым оружием возможно на основании сертификата, предусмотренного статьёй 5 данного Акта, но сертификаты не выдаются гражданским лицам. Актом об огнестрельном оружии 1988 года запрещено владение переделанным под самозарядное автоматическим оружием и любым самозарядным оружием (например, моделью M1927A1). Британское законодательство разрешает владение подобным оружием в крайне редких случаях.

### На русском
- Благовестов А. И. То, из чего стреляют в СНГ: Справочник стрелкового оружия / под общ. ред. А. Е. Тараса. — Минск: Харвест, 2004. — 656 с. — ISBN 9851320730.
- Маркевич В. Е. Ручное огнестрельное оружие / Под общей редакцией Н. Л. Волковского. — СПб.: ООО «Издательство «Полигон», 2005. — 496 с. — ISBN 5-89173-276-9.
- Попенкер М. Р., Милчев М. Н. Вторая мировая: Война оружейников. — М.: Яуза, Эксмо, 2008.
- Попенкер М. Р., Милчев М. Н. Стрелковое оружие Второй мировой: коллекционное издание. — М.: Яуза, Эксмо, 2014.
- Уилл Фаулер, Энтони Норт, Чарльз Строндж. Энциклопедия пистолетов, револьверов и автоматов. — Белгород: Книжный клуб «Клуб Семейного досуга», 2014.
- Каталог современного оружия. — М.: Омега, 2002.
- Master News // МастерРужьё : журнал. — 2008. — Май (№ 5 (134)). Архивировано 31 марта 2016 года.

### На английском
- David Albert, Mike Sig. Thompson Manuals, Catalogs, and Other Paper Items. — 2005.
- Malcolm Atkin. Fighting Nazi Occupation: British Resistance 1939 - 1945. — Pen and Sword, 2015. — ISBN 978-1-47383-377-7.
- James F. Bannan, Tracie L. Hill. Notes On Auto-Ordnance. — South West Publishing Co., 1989.
- Ray Bearse. The Thompson Submachine Gun: Weapon of War and Peace // Gun Digest Treasury / ed. by Harold A. Murtz. — 7th Edition. — DBI Books, 1994. — ISBN 978-0873491563.
- Chris Bishop. The Encyclopedia of Weapons of World War II. — New York: Orbis Publiishing Ltd, 1998. — ISBN 0-7607-1022-8.
- Karen Blumenthal. Tommy: the gun that changed America. — New York: Roaring Brook Press, 2015. — ISBN 978-1-62672-085-5.
- Bryan Burrough. Public Enemies: America's Greatest Crime Wave and the Birth of the FBI. — The Penguin Press, 2004.
- Kenneth Conboy. The War in Laos 1960–75. — Osprey Publishing, 1989. — (Men-at-Arms 217). — ISBN 9780850459388.
- Roger A. Cox. The Thompson Submachine Gun. — Law Enforcement Ordnance Company, 1982.
- Christopher Dobson, Ronald Payne. The Terrorists: Their Weapons, Leaders, and Tactics. — Facts on File, 1982.
- Roy F. Dunlap. Ordnance Went Up Front. — Samworth Press, 1948.
- David A. Dyker, Ivan Vejvoda. Yugoslavia and After: A Study in Fragmentation, Despair and Rebirth. — 1st Edition. — London: Routledge, 1996. — ISBN 9781317891352.
- Uzi Eilam. Eilam's Arc: How Israel Became a Military Technology Powerhouse. — Sussex Academic Press, 2011.
- Chris Ellis. The Thompson Submachine Gun. — Military Book Club, 1998.
- Bernard Fitzsimons. The illustrated encyclopedia of 20th century weapons and warfare. — Phoebus, 1977.
- Terry J. Gander, Ian V. Hogg. Jane's Infantry Weapons 1995/1996. — 21th Edition. — Jane's Information Group, 1995. — ISBN 978-0-7106-1241-0.
- John George. Shots Fired In Anger. — 2nd Edition. — NRA Press, 1981. — ISBN 978-0935998429.
- Bruce Gudmundsson. Stormtroop Tactics: Innovation in the German Army, 1914—1918. — Praeger Press, 1995.
- Peter Hart. The I.R.A. at War, 1916-1923. — Oxford University Press, 2003. — ISBN 978-0199277865.
- Julian S. Hatcher. Hatcher's Notebook. — Military Service Publishing Co., 1947.
- William J. Helmer. The Gun That Made The Twenties Roar. — Macmillan, Gun Room Press, 1969.
- Gordon Herigstad. Colt Thompson Serial Numbers. — 1996.
- Tracie L. Hill. Thompson: The American Legend. — Collector Grade Publications, 1996.
- Tracie L. Hill. The Ultimate Thompson Book. — Collector Grade Publications, 2009.
- Albert A. Hoffman Jr. Some Historical Stories of Chicago. — Xlibris, 2010. — ISBN 978-1-4535-3969-9.
- Ian V. Hogg, John Weeks. Military Small Arms of the 20th Century. — DBI Books Inc., 1989.
- Frank Iannamico. The U.S. M3-M3A1 Submachine Gun. — Harmony, Maine: Moose Lake Publishing, 1999. — ISBN 978-0-9701954-4-9.
- Frank Iannamico. American Thunder: The Military Thompson Submachine Gun. — Moose Lake Publishing, 2000.
- Frank Iannamico. The Colt Thompson Submachine Gun. — Primedia Publishing, 2003. — Vol. 4. — (The Shotgun News Treasury Issue).
- Frank Iannamico. American Thunder II: The Military Thompson Submachine Gun. — Moose Lake Publishing, 2004.
- Frank Iannamico. United States Submachine Guns. — Moose Lake Publishing, 2004.
- Melvin M. Johnson, Charles J. Haven. Automatic Arms. — William Morrow and Co., 1941.
- Philip Jowett. Latin American Wars 1900–1941: "Banana Wars," Border Wars & Revolutions. — Osprey Publishing, 2018. — (Men-at-Arms 519). — ISBN 9781472826282.
- Jeffrey S. King. The Life and Death of Pretty Boy Floyd. — Kent State University Press, 1999. — ISBN 9780873386500.
- William Krehm. Democracies and Tyrannies of the Carribean in the 1940's. — COMER Publications, 1999.
- Colin R. Larsen. Chapter XII — Guadalcanal // Pacific Commandos New Zealanders and Fijians in Action. — Wellington: New Zealand, A. H. and A. W. Reed, 1946.
- John Laffin. Arab Armies of the Middle East Wars 1948–73. — Osprey Publishing, 1982. — (Men-at-Arms 128). — ISBN 9780850454512.
- Peter Linton. The Machinist's Guide to the Thompson Submachine Gun. — Gun Show Books Publishing, 2012. — ISBN 978-0-9787086-2-7.
- Cesar Maximiano, Ricardo N. Bonalume. Brazilian Expeditionary Force in World War II. — Osprey Publishing, 2011. — (Men at Arms 465). — ISBN 9781849084833.
- Chris McNab. 20th Century Military Uniforms. — 2nd Edition. — Kent: Grange Books, 2002. — ISBN 978-1-84013-476-6.
- David Miller. The Illustrated Directory of 20th Century Guns. — Salamander Books Ltd., 2001. — ISBN 1-84065-245-4.
- Thomas B. Nelson. The World’s Submachine Guns, Volume I. — International Small Arms Publishers, 1963.
- Steven Nickel, William J. Helmer. Baby Face Nelson: Portrait of a Public Enemy. — Cumberland House Publishing, 2002. — ISBN 1-58182-272-3.
- Brendan O'Brien. The Long War: The IRA and Sinn Féin, 1985 to Today. — Syracuse University Press, 1993. — ISBN 978-0-8156-0319-1.
- Martin Pegler. The Thompson Submachine Gun: From Prohibition Chicago to World War II. — Osprey Publishing, 2010. — ISBN 9781849081498.
- Alejandro de Quesada. The Bay of Pigs: Cuba 1961. — 2009. — (Elite 166). — ISBN 9781846033230.
- Alejandro de Quesada. The Chaco War 1932-35: South America's greatest modern conflict. — Osprey Publishing, 2011. — ISBN 978-1-84908-901-2.
- Robert "Bo" Ramsour II. The FBI and the Thompson Submachine Gun (англ.) // Soldier of Fortune. — 2010. — 18 July.
- Gordon Rottman, Ron Volstad. Panama, 1989—1990. — London: Osprey Publishing, 1991.
- Meda Ryan. Tom Barry: IRA Freedom Fighter. — Mercier Press, 2003. — ISBN 1-85635-425-3.
- Paul Scarlata. La Guerra del Chaco: fighting in El Infierno Verde: Part 2: tanks, airplanes, submachine guns: all played a role in this bloody conflict over some of the world's most godforsaken real estate (англ.) // Shotgun News. — 2014. — 20 May.
- Philip B. Sharpe. The Thompson Sub-Machine Gun (in Police Science) // Journal of Criminal Law and Criminology (1931–1951). — 1933. — Vol. 23, № 6. — С. 1098—1114.
- Dan Shideler. The greatest guns of Gun digest. — Iola, Wis. Newton Abbot: Krause David & Charles distributor, 2010. — ISBN 978-1-4402-1640-4.
- Joseph E. Smith. Small Arms of the World. — 11th Edition. — Harrisburg, Pennsylvania: The Stackpole Company, 1969.
- Wayne Stack, Barry O’Sullivan. The New Zealand Expeditionary Force in World War II. — Osprey Publishing, 2013. — (Men-at-Arms 486). — ISBN 9781780961118.
- Bill Vanderpool. Bring Enough Gun // American Rifleman[англ.]. — 2013. — Октябрь.
- David K. Webster. Parachute Infantry: An American Paratrooper's Memoir of D-Day and the Fall of the Third Reich. — Dell Books, 2008. — ISBN 978-0440240907.
- John Weeks. World War II Small Arms. — Galahad Books, 1980.
- James H. Willbanks. Machine Guns: An Illustrated History of Their Impact. — 2004. — ISBN 9781851094806.
- R. K. Wilson. Textbook of Automatic Pistols. — Small Arms Technical Publishing Company, 1943.
- Martin Windrow. The Algerian War, 1954-62. — London: Osprey Publishing, 1997. — (Men-at Arms 312). — ISBN 978-1-85532-658-3.
- Martin Windrow. The French Indochina War 1946–54. — London: Osprey Publishing, 1998. — (Men-at-Arms 322). — ISBN 9781855327894.
- Bill Yenne. Tommy Gun: How General Thompson's Submachine Gun Wrote History. — New York: St. Martin's Press, 2009. — 340 с. — ISBN 978-0-312-38326-8.
- Steven J. Zaloga. The Polish Army 1939–45. — Osprey Publishing, 1982. — (Men-at-Arms 117). — ISBN 9780850454178.
- Surveying the Battlefield: Illicit Arms In Afghanistan, Iraq, and Somalia // Small Arms Survey 2012: Moving Targets. — Cambridge University Press, 2012. — ISBN 978-0-521-19714-4. Архивировано 31 августа 2018 года.
- TM 9-2200 Small Arms, Light Field Mortars and 20-mm Aircraft Guns. — War Department, 1943.
- Bonn International Center for Conversion. Thompson M1928. — 2017. — (SALW Guide: Global distribution and visual identification).
- David E. Steele. Submachine Guns in Police Work. Report Series 3-70. — Police Weapons Center, 1970.

### На других языках
- Romain Rainero, Antonello Biagini. L’Italia in guerra: Il 6° anno, 1945. — Commissione italiana di storia militare, 1996.
- Jean Huon. Les pistolets-mitrailleurs Thompson. — Barnett Editions, Editions Crepin-LeBlond, 1995.
- Ronaldo Olive. Guia Internacional de Submetralhadoras. — Editora Magnum Ltda, 1996.
- Χρηστος Σαζανιδης (Christos Sazanidis). Τα όπλα των Ελλήνων. — Θεσσαλονίκη: Μαίανδρος, 1995. — ISBN 978-960-90213-0-2.
- Manuel du Grade TTA 116. — Berger-Levrault, 1956.